# Liste de la flore du Groenland

Vue de la végétation de toundra, au bord du Scoresby Sund à l'est du Groenland

La flore du Groenland représente un total de 575 espèces ou 606 taxa (espèces et sous-espèces) de plantes vasculaires, dont treize sont endémiques, et quatre-vingt-sept taxa ont été introduits par l'homme, la plupart s'y étant naturalisés,.

## Espèces et sous-espèces endémiques
- (Asteraceae) Antennaria affinis
- (Asteraceae) Antennaria boecherana
- (Asteraceae) Antennaria hansii
- (Asteraceae) Antennaria intermedia
- (Brassicaceae) Draba arctica subsp. ostenfeldii
- (Brassicaceae) Boechera holboellii
- (Ericaceae) ×Ledodendron vanhoeffeni (hybride intergénérique)
- (Poaceae) Elymus trachycaulus ssp. virescens
- (Poaceae) Festuca groenlandica
- (Poaceae) Puccinellia groenlandica
- (Poaceae) Puccinellia rosenkrantzii
- (Potamogetonaceae) Potamogeton groenlandicus
- (Rosaceae) Potentilla rubella
- (Saxifragaceae) Saxifraga nathorstii

## Apiaceae
- Angelica archangelica ssp. archangelica – native
- Carum carvi – introduite
- Ligusticum scoticum ssp. scoticum – native

## Aspleniaceae
- Asplenium viride – native

## Asteraceae

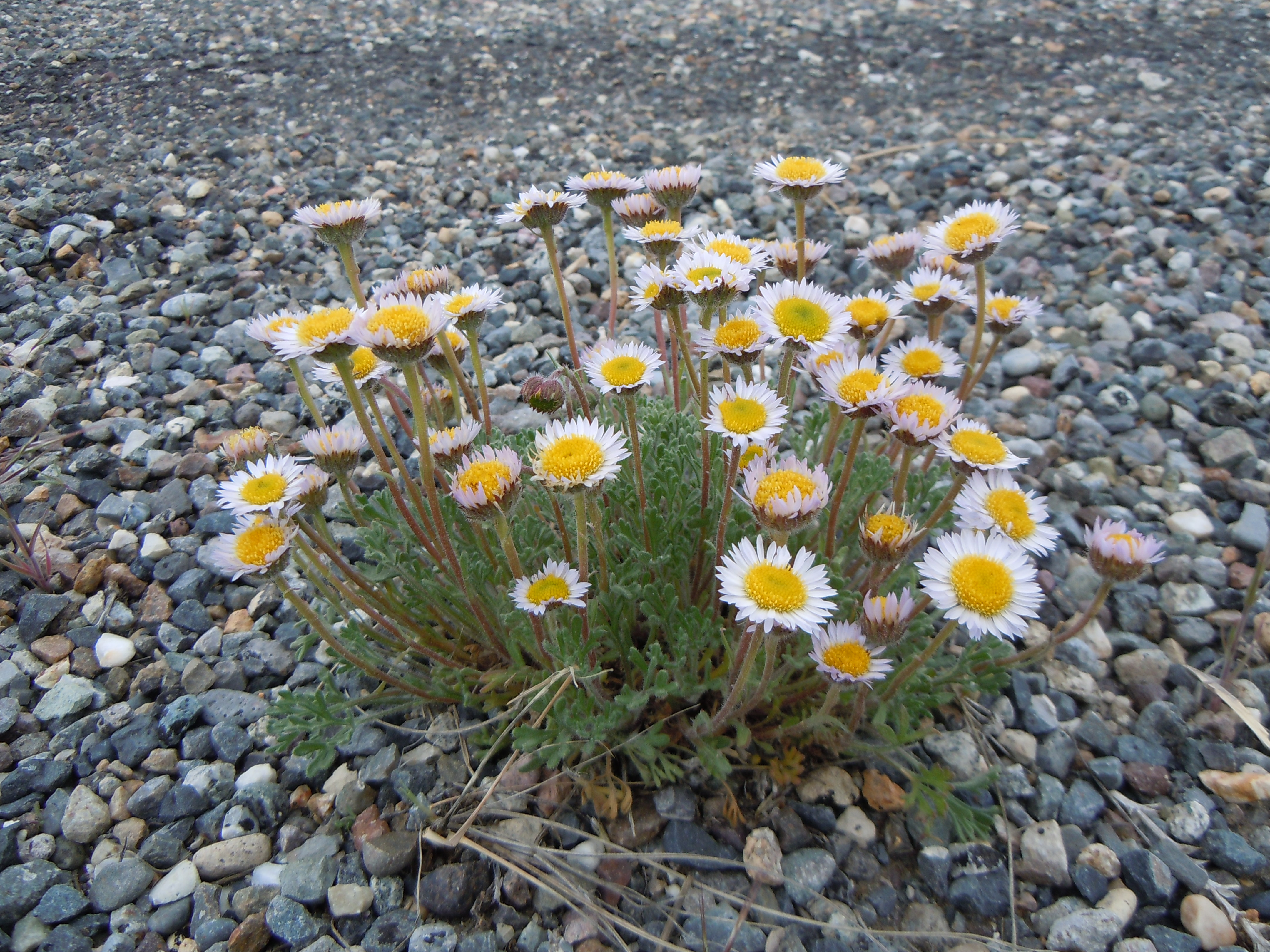
Erigeron compositus dans la région d'Ilulissat

- Achillea millefolium ssp. millefolium – introduite
- Antennaria affinis – native, endémique (micro-espèce)
- Antennaria angustata – native
- Antennaria boecherana – native, endémique (micro-espèce)
- Antennaria canescens – native
- Antennaria compacta – native
- Antennaria friesiana – native
- Antennaria glabrata – native
- Antennaria hansii – native, endémique (micro-espèce)
- Antennaria intermedia – native, endémique (micro-espèce)
- Antennaria porsildii – native
- Antennaria sornborgeri – native
- Antennaria subcanescens – native
- Arnica angustifolia ssp. angustifolia – native
- Artemisia borealis ssp. borealis – native
- Artemisia vulgaris – introduite
- Chamomilla recutita – introduite
- Chamomilla suaveolens – introduite
- Cirsium arvense – introduite
- Cirsium helenioides – native, éteinte
- Crepis tectorum ssp. tectorum – introduite
- Erigeron borealis – native
- Erigeron compositus – native
- Erigeron humilis – native
- Erigeron uniflorus ssp. eriocephalus – native
- Erigeron uniflorus ssp. uniflorus – native
- Filaginella uliginosa – introduite
- Hieracium sect. Alpina – native
- Hieracium sect. Prenanthoidea – native
- Hieracium sect. Subalpina – native
- Hieracium sect. Tridentata – native
- Leontodon autumnalis ssp. autumnalis – introduite (Vikings)
- Leucanthemum vulgare – introduite
- Matricaria maritima ssp. phaeocephala – native
- Matricaria perforata – introduite
- Omalotheca norvegica – native
- Omalotheca supina – native
- Senecio vulgaris – introduite
- Taraxacum sect. Arctica – native
- Taraxacum sect. Borealia – native
- Taraxacum sect. Spectabilia – native

## Betulaceae

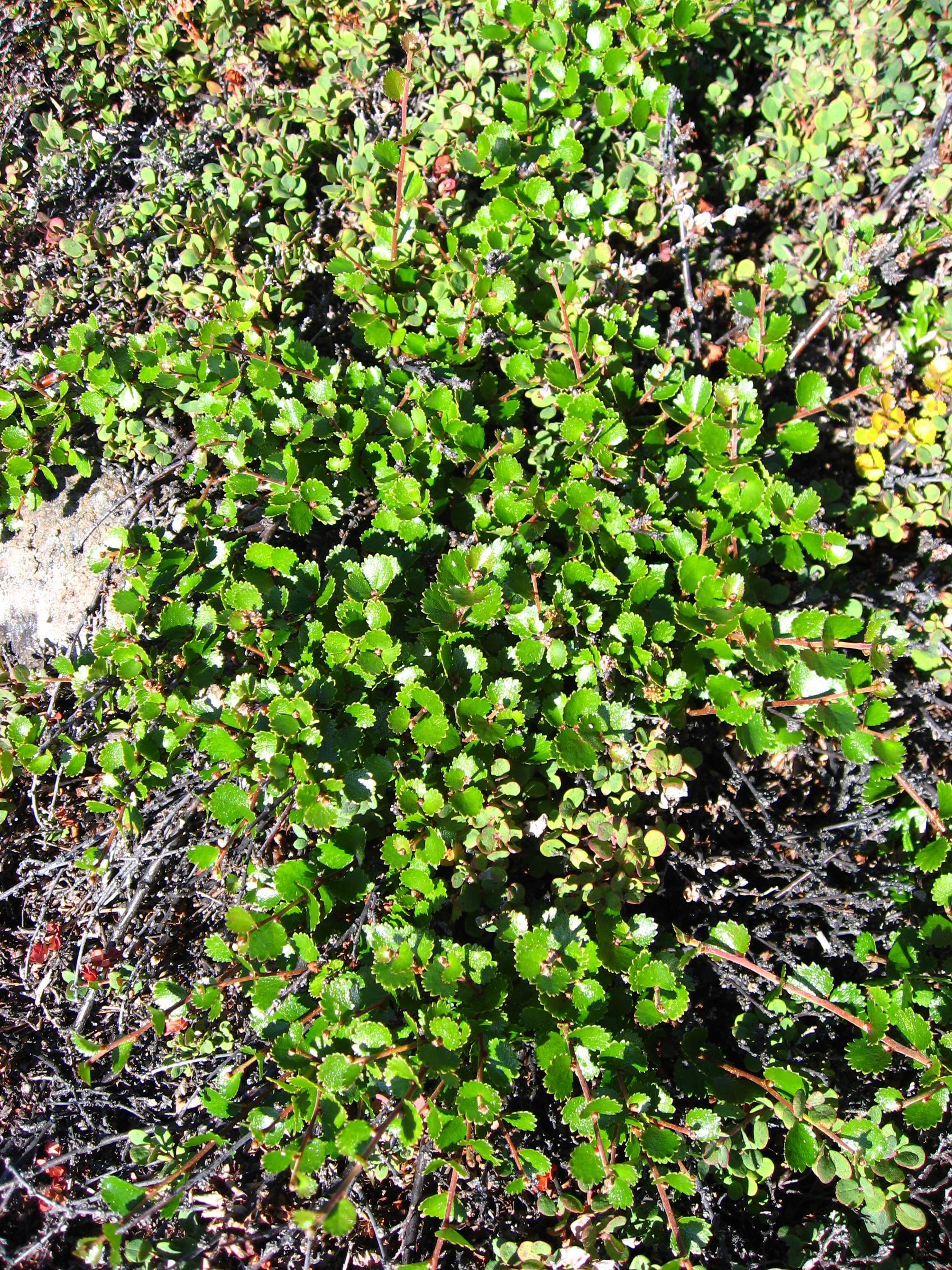
Betula nana (bouleau nain) dans la région d'Upernavik

- Alnus viridis ssp. crispa – native
- Betula glandulosa – native
- Betula nana ssp. nana – native
- Betula pubescens ssp. minor – native

## Boraginaceae
- Asperugo procumbens – introduite
- Mertensia maritima – native
- Myosotis arvensis – introduite

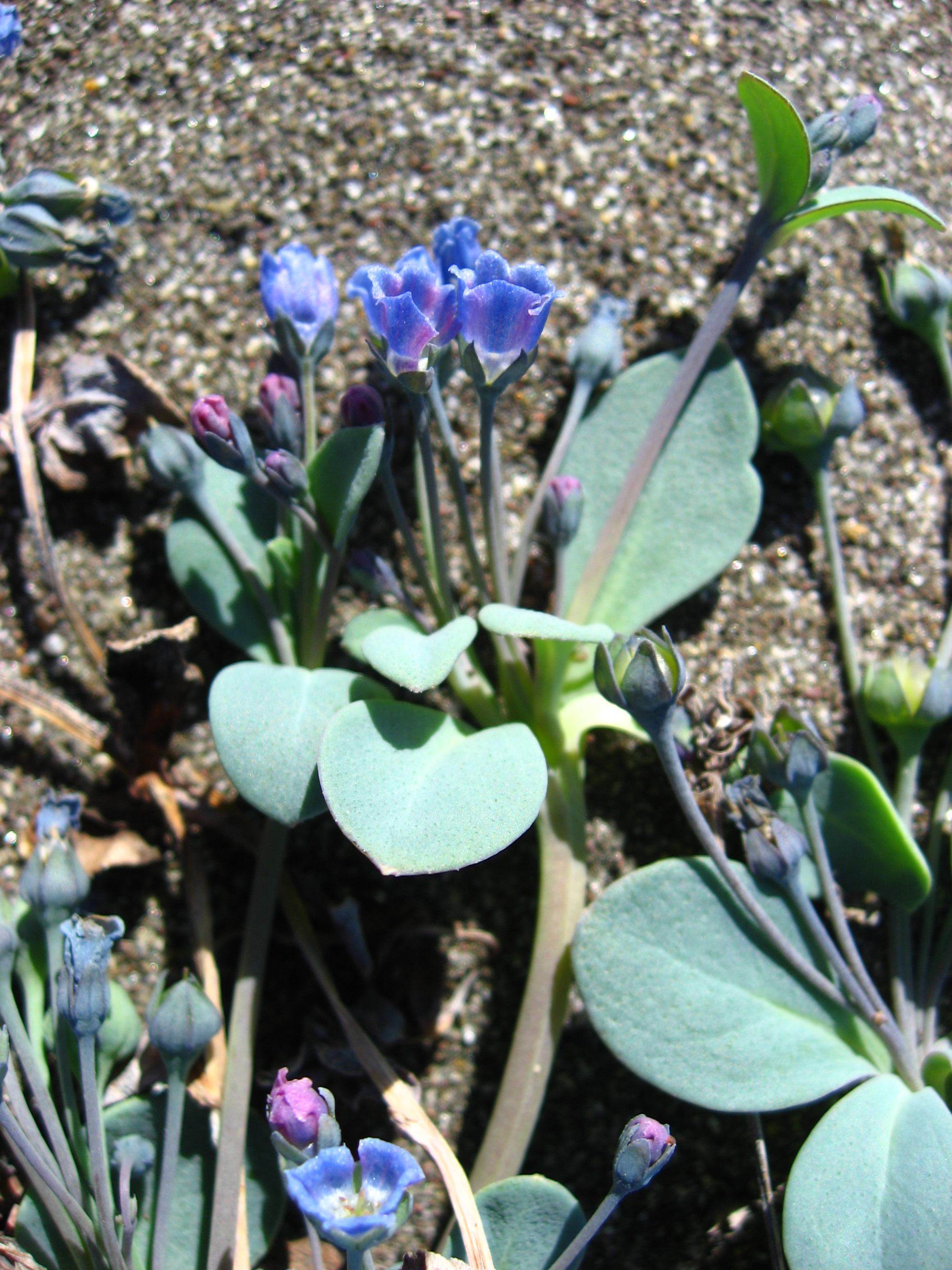
Mertensia maritima sur la grève au nord d'Upernavik

## Brassicaceae
- Arabidopsis arenicola – native
- Arabis alpina – native
- Barbarea stricta – introduite
- Barbarea vulgaris – introduite
- Beringia bursifolia – native
- Boechera holboellii – native

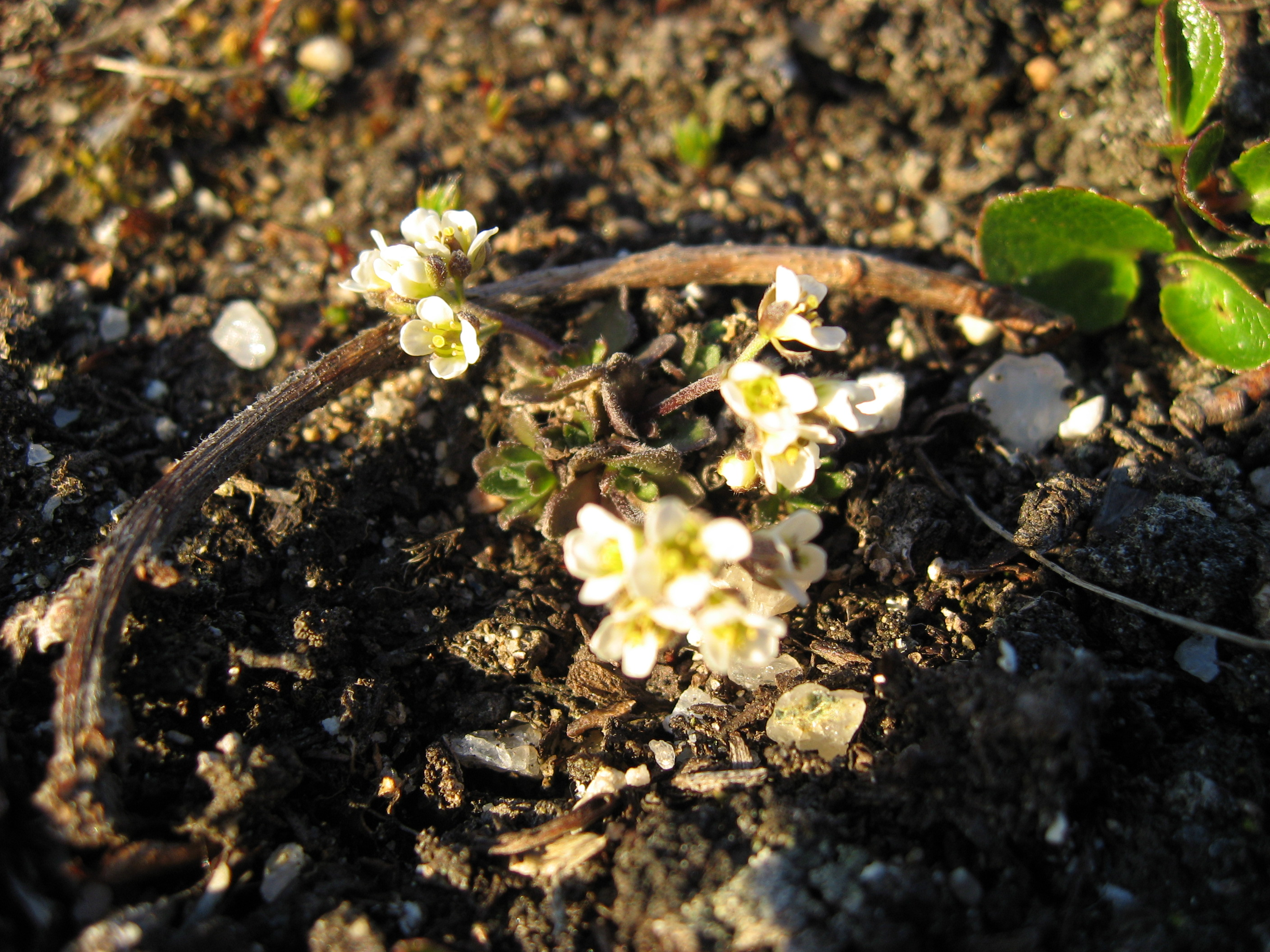
Draba nivalis, près d'Upernavik

- Brassica rapa ssp. sylvestris – introduite
- Braya humilis ssp. arctica – native
- Braya intermedia – native
- Braya linearis – native
- Braya novae-angliae – native
- Braya purpurascens – native
- Braya thorild-wulffii – native
- Cakile edentula ssp. edentula – native
- Capsella bursa-pastoris – introduite
- Cardamine bellidifolia – native
- Cardamine pratensis ssp. polemonioides – native
- Cardaminopsis arenosa – introduite
- Cochlearia groenlandica – native
- Descurainia sophia – introduite
- Draba alpina – native
- Draba arctica ssp. ostenfeldii – native, endémique (sous-espèce)
- Draba arctica ssp. arctica – native
- Draba arctogena – native
- Draba aurea – native
- Draba cana – native
- Draba cinerea – native
- Draba corymbosa – native
- Draba crassifolia – native
- Draba fladnizensis – native
- Draba glabella – native
- Draba incana – native
- Draba micropetala – native
- Draba nivalis – native
- Draba norvegica – native
- Draba oblongata – native
- Draba oxycarpa – native
- Draba pauciflora – native
- Draba sibirica – native
- Draba subcapitata – native
- Draba wahlenbergii – native
- Erysimum pallasii – native
- Eutrema edwardsii – native
- Lesquerella arctica – native
- Raphanus raphanistrum – introduite
- Rorippa islandica ssp. islandica – native
- Rorippa palustris ssp. palustris – introduite
- Rorippa sylvestris – introduite
- Sinapis arvensis – introduite
- Sisymbrium altissimum – introduite
- Subularia aquatica ssp. americana – native
- Thlaspi arvense – introduite

## Callitrichaceae
- Callitriche anceps – native
- Callitriche hamulata – native
- Callitriche hermaphroditica – native
- Callitriche palustris – native

## Calochortaceae
- Streptopus amplexifolius ssp. americanus – native

## Campanulaceae
- Campanula gieseckiana – native
- Campanula uniflora – native

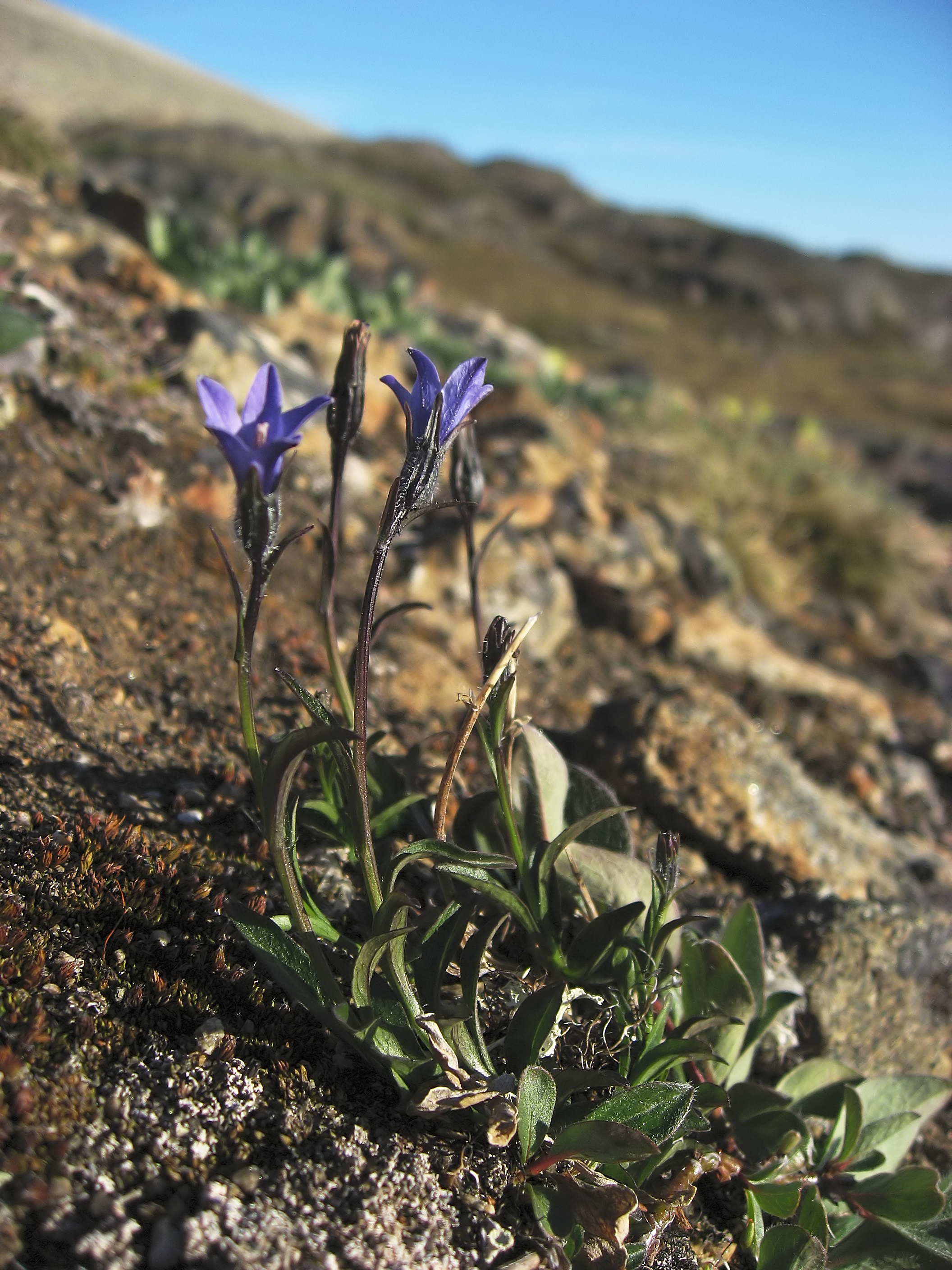
Campanula uniflora dans la région d'Upernavik
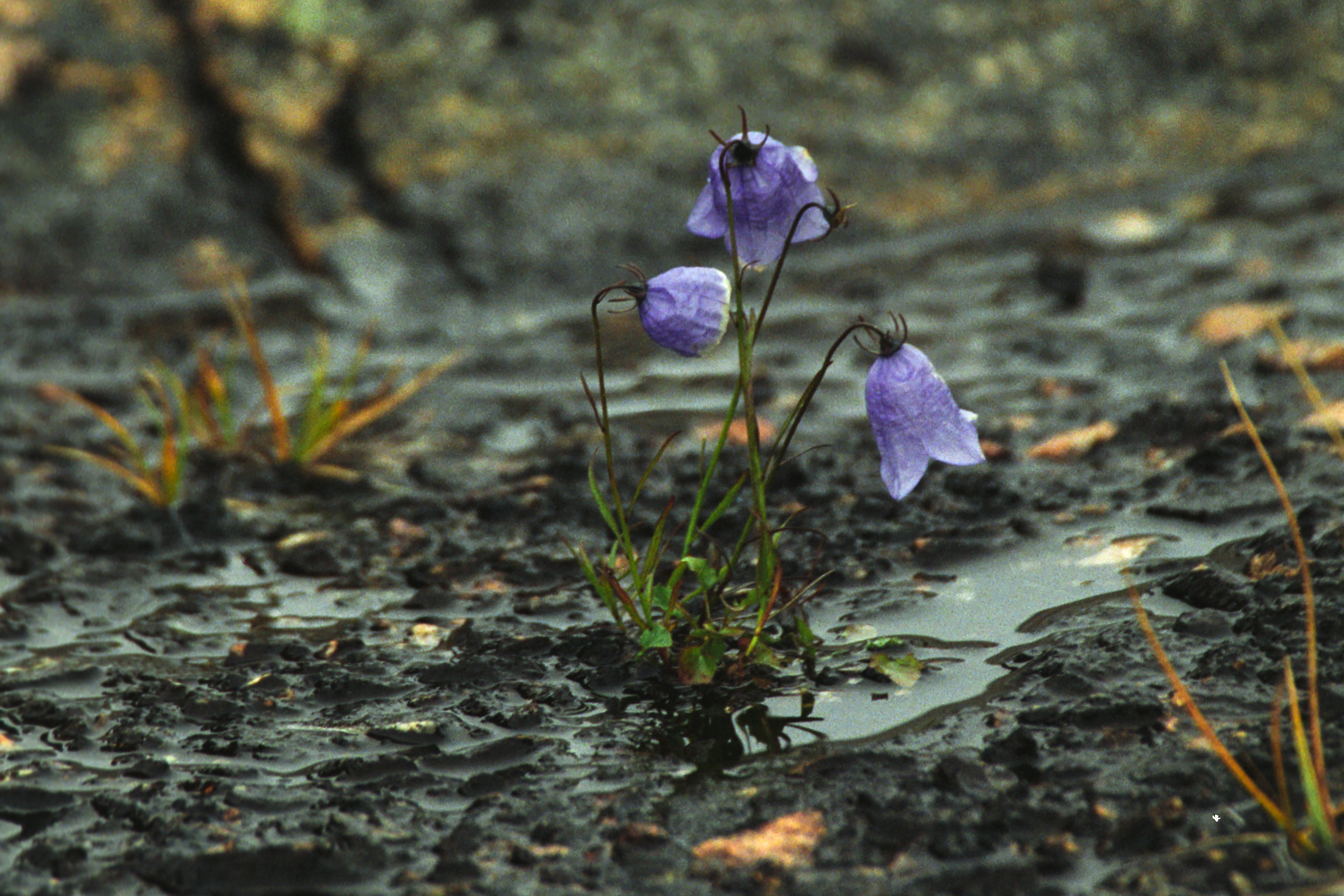
Campanule

## Caryophyllaceae
- Arenaria humifusa – native
- Arenaria pseudofrigida – native
- Cerastium alpinum ssp. lanatum – native
- Cerastium alpinum ssp. alpinum – native
- Cerastium arcticum – native
- Cerastium arvense – native
- Cerastium beeringianum – native
- Cerastium cerastoides – native
- Cerastium fontanum ssp. vulgare – introduite
- Cerastium fontanum ssp. fontanum – native
- Cerastium regelii – native
- Honckenya peploides ssp. diffusa – native
- Lychnis alpina ssp. americana – native
- Minuartia biflora – native
- Minuartia groenlandica – native
- Minuartia rossii ssp. rossiii – native
- Minuartia rubella – native
- Minuartia stricta – native
- Sagina cespitosa – native
- Sagina nivalis – native
- Sagina nodosa – native
- Sagina procumbens – native
- Sagina saginoides – native
- Silene acaulis – native
- Silene furcata ssp. angustiflora – native
- Silene furcata ssp. furcata – native
- Silene latifolia ssp. alba – introduite
- Silene sorensenis – native
- Silene uralensis ssp. uralensis – native
- Silene vulgaris – introduite[3]
- Spergula arvensis – introduite
- Spergularia canadensis – native
- Stellaria borealis – native
- Stellaria humifusa – native
- Stellaria longifolia – native
- Stellaria longipes – native
- Stellaria media – introduite

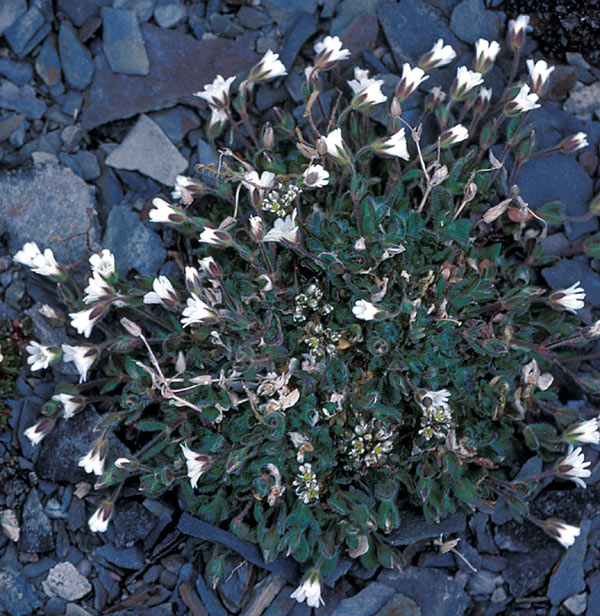
Cerastium arcticum
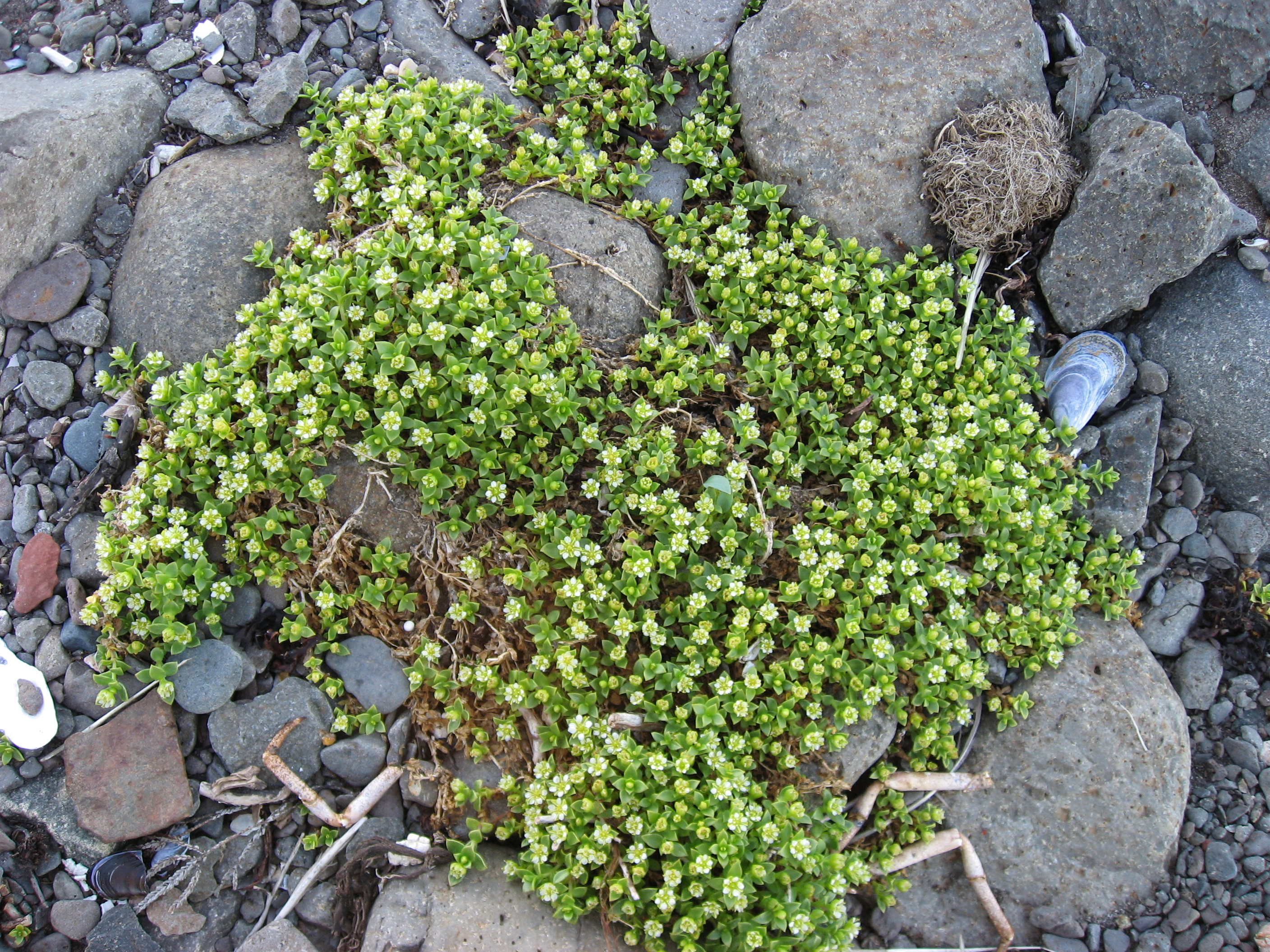
Honckenya peploides, sur la grève à Upernavik
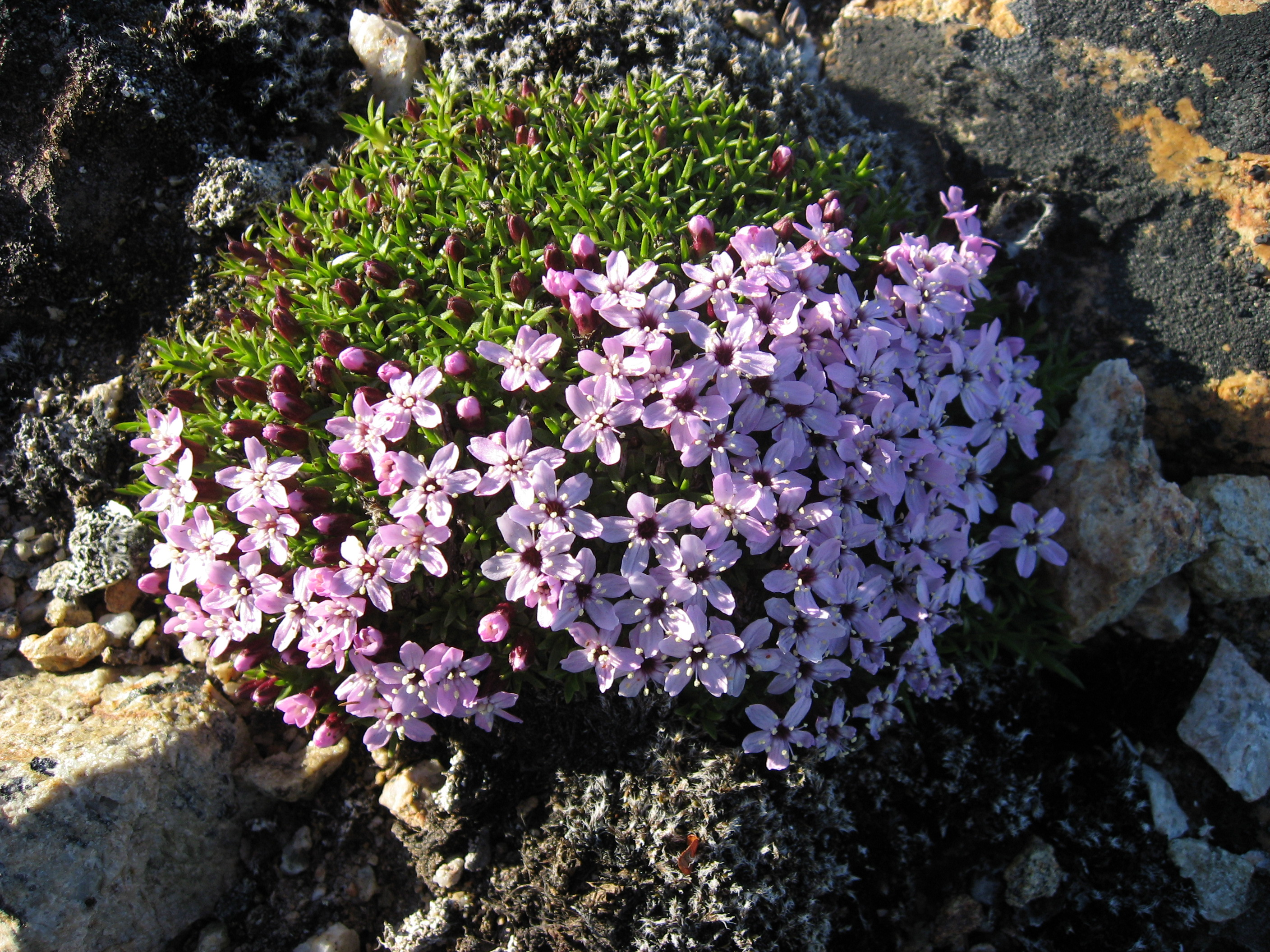
Silene acaulis dans la région d'Upernavik
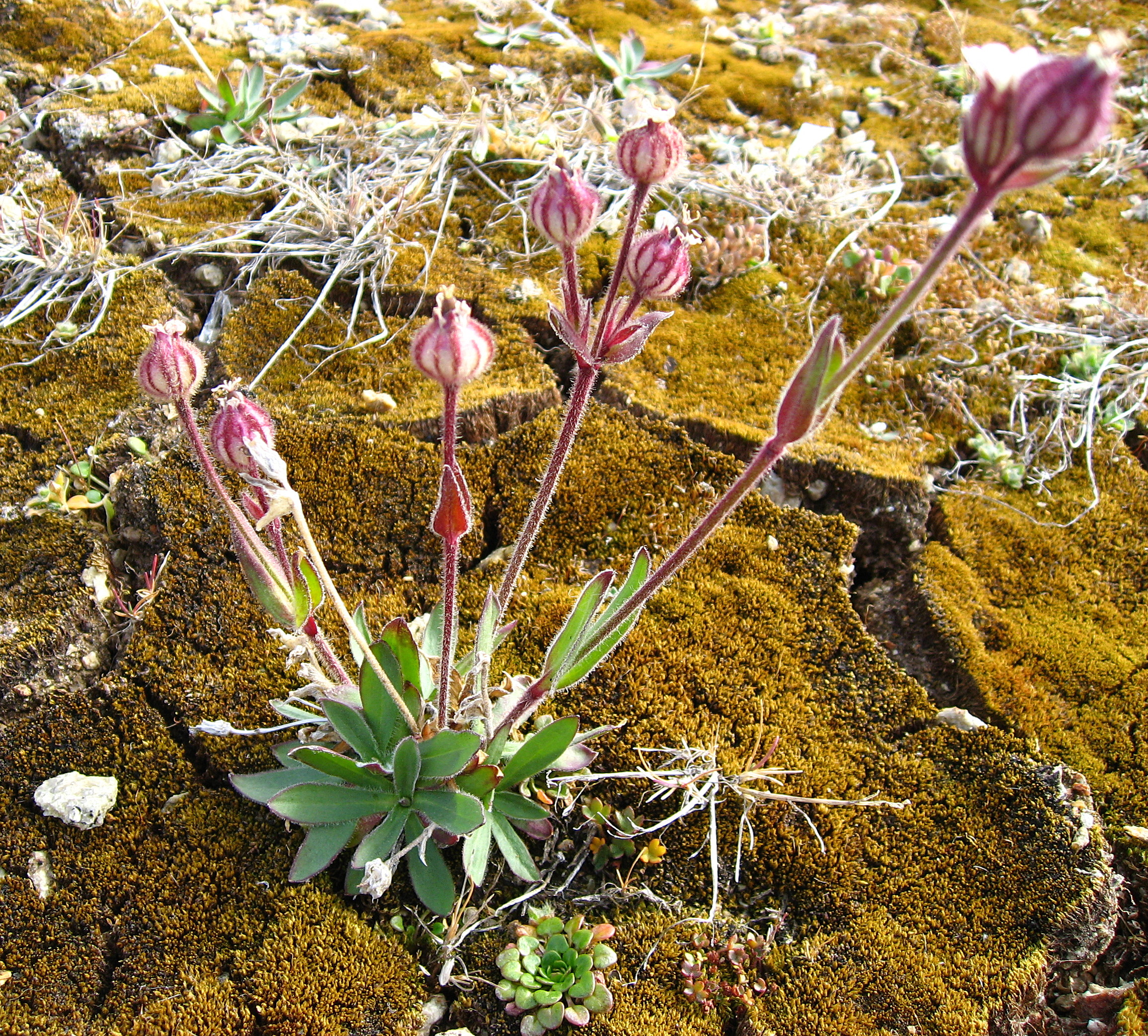
Silene sorensenis dans la région d'Upernavik
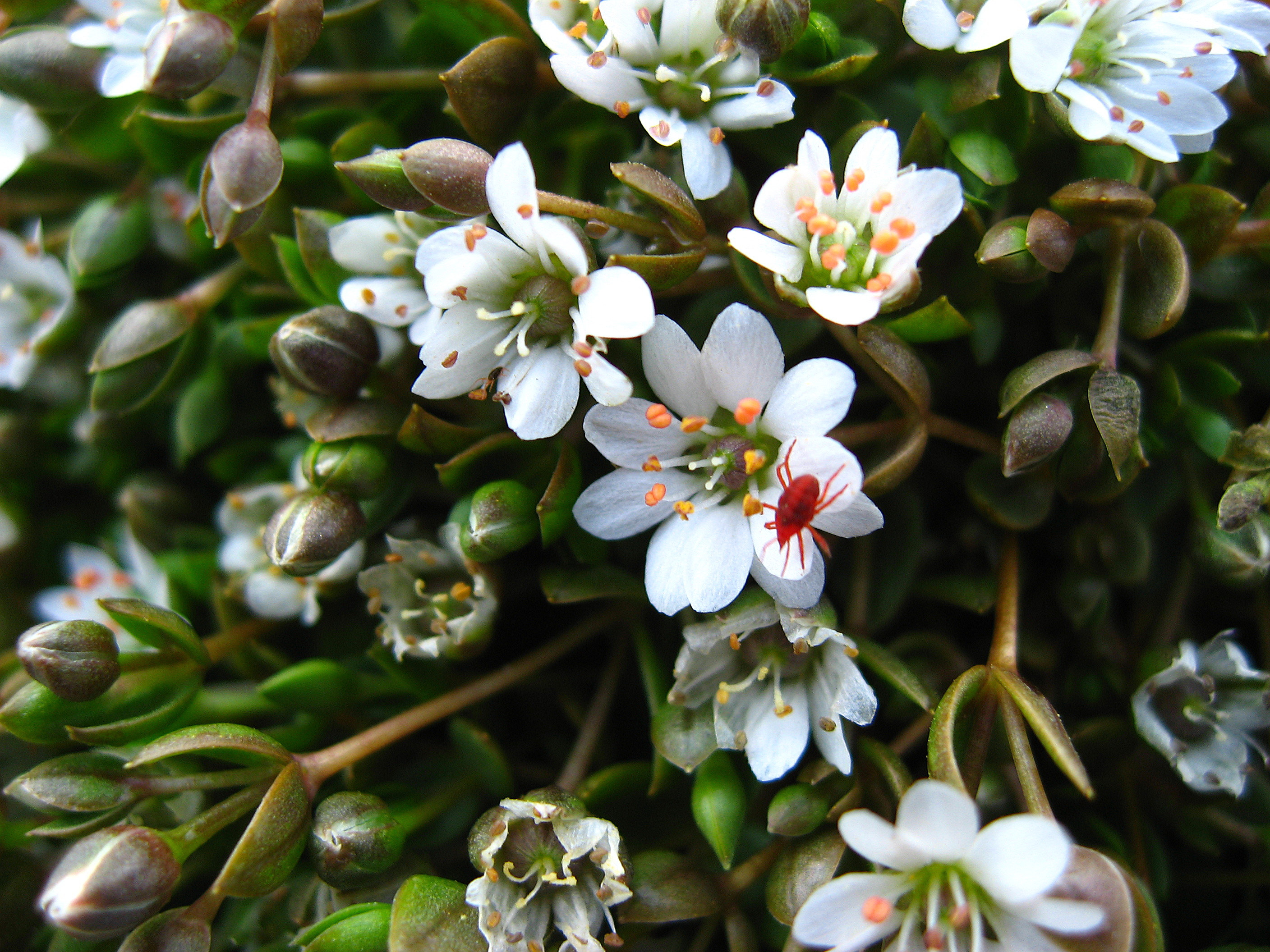
Stellaria humifusa sur la grève à Kangersuatsiaq
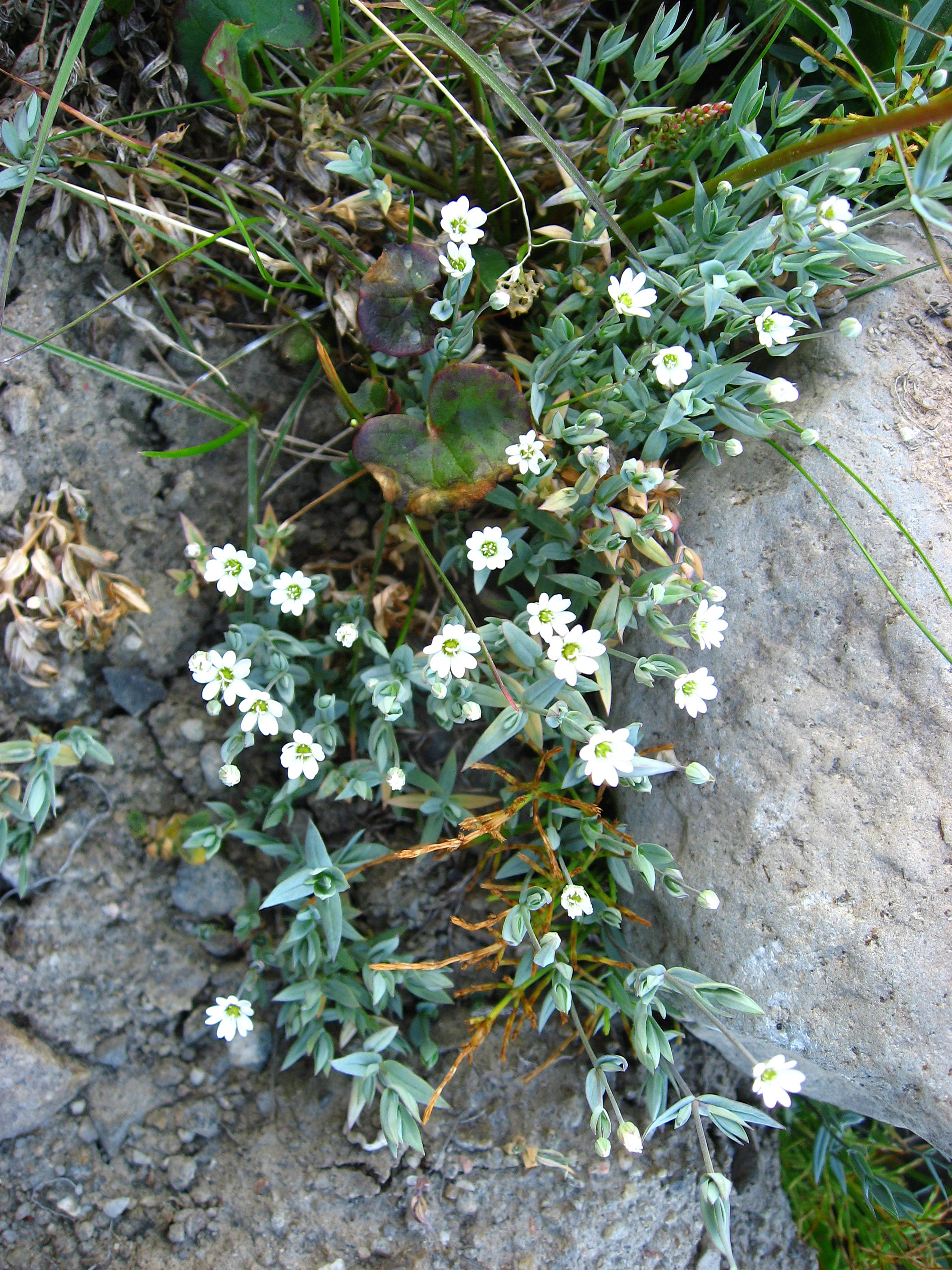
Stellaria longipes près de Kangersuatsiaq

## Chenopodiaceae
- Atriplex longipes ssp. praecox – native
- Atriplex patula – introduite
- Chenopodium album – introduite

## Cornaceae
- Cornus canadensis – native
- Cornus suecica – native
- Cornus × unanaschkensis – native (hybride)

## Crassulaceae
- Rhodiola rosea ssp. rosea – native
- Sedum acre – native
- Sedum annuum – native
- Sedum villosum – native

## Cupressaceae
- Juniperus communis ssp. nana – native

## Cyperaceae
- Carex acuta – native
- Carex aquatilis ssp. aquatilis – native
- Carex aquatilis ssp. stans – native
- Carex arctogena – native
- Carex atrata – native
- Carex atrofusca – native
- Carex bicolor – native
- Carex bigelowii ssp. bigelowii – native
- Carex bigelowii ssp. rigida – native
- Carex boecheriana – native
- Carex brunnescens ssp. brunnescens – native
- Carex buxbaumii – native
- Carex capillaris ssp. fuscidula – native
- Carex capillaris ssp. chlorostachys – native
- Carex capitata – native
- Carex chordorrhiza – native
- Carex curta – native
- Carex deflexa – native
- Carex demissa – native
- Carex disperma – native
- Carex fuliginosa ssp. misandra – native
- Carex glacialis – native
- Carex glareosa – native
- Carex gynocrates – native
- Carex holostoma – native
- Carex krausei ssp. porsildiana – native
- Carex lachenalii – native
- Carex lidii – native
- Carex lyngbyei ssp. lyngbyei – native
- Carex mackenziei – native
- Carex macloviana – native
- Carex magellanica ssp. irrigua – native
- Carex marina ssp. marina – native
- Carex marina ssp. pseudolagopina – native
- Carex maritima – native
- Carex microglochin – native
- Carex nardina ssp. hepburnii – native
- Carex nigra ssp. nigra – native
- Carex norvegica – native
- Carex panicea – native
- Carex parallela ssp. parallela – native
- Carex praticola – native
- Carex quasivaginata – native
- Carex rariflora – native
- Carex rostrata – native
- Carex rufina – native
- Carex rupestris – native
- Carex salina – native
- Carex miliaris – native
- Carex scirpoidea – native
- Carex stylosa – native
- Carex subspathacea ssp. subspathacea – native
- Carex supina ssp. spaniocarpa – native
- Carex trisperma – native
- Carex umbellata – native
- Carex ursina – native
- Eleocharis acicularis ssp. acicularis – native
- Eleocharis palustris – native
- Eleocharis quinqueflora ssp. fernaldii – native
- Eleocharis uniglumis – native
- Eriophorum angustifolium – native
- Eriophorum callitrix – native
- Eriophorum scheuchzeri – native
- Eriophorum × sorenseni – native
- Eriophorum triste – native
- Eriophorum vaginatum ssp. spissum – native
- Kobresia myosuroides – native
- Kobresia simpliciuscula ssp. subholarctica – native
- Trichophorum cespitosum – native

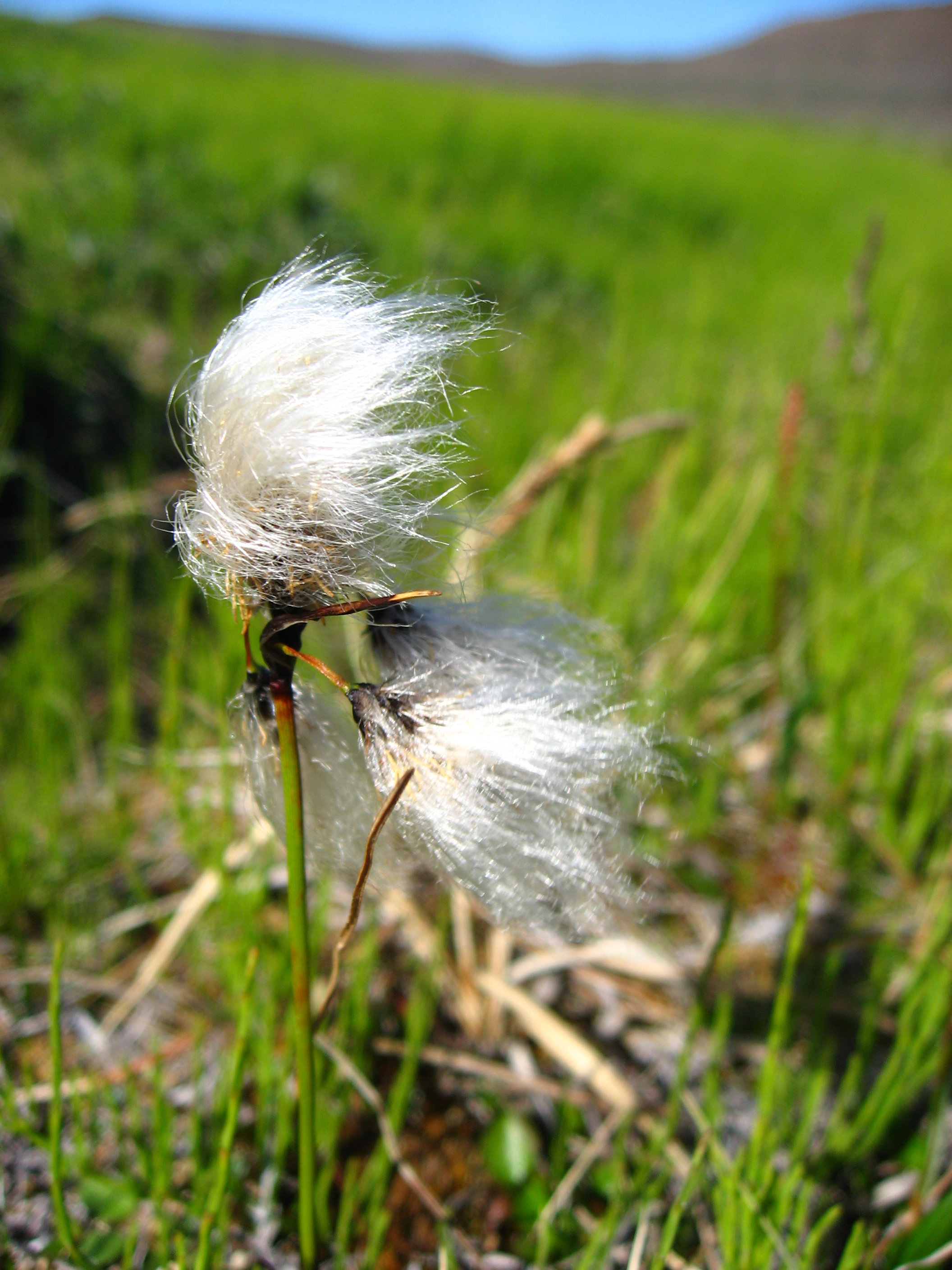
Eriophorum angustifolium dans les environs d'Upernavik
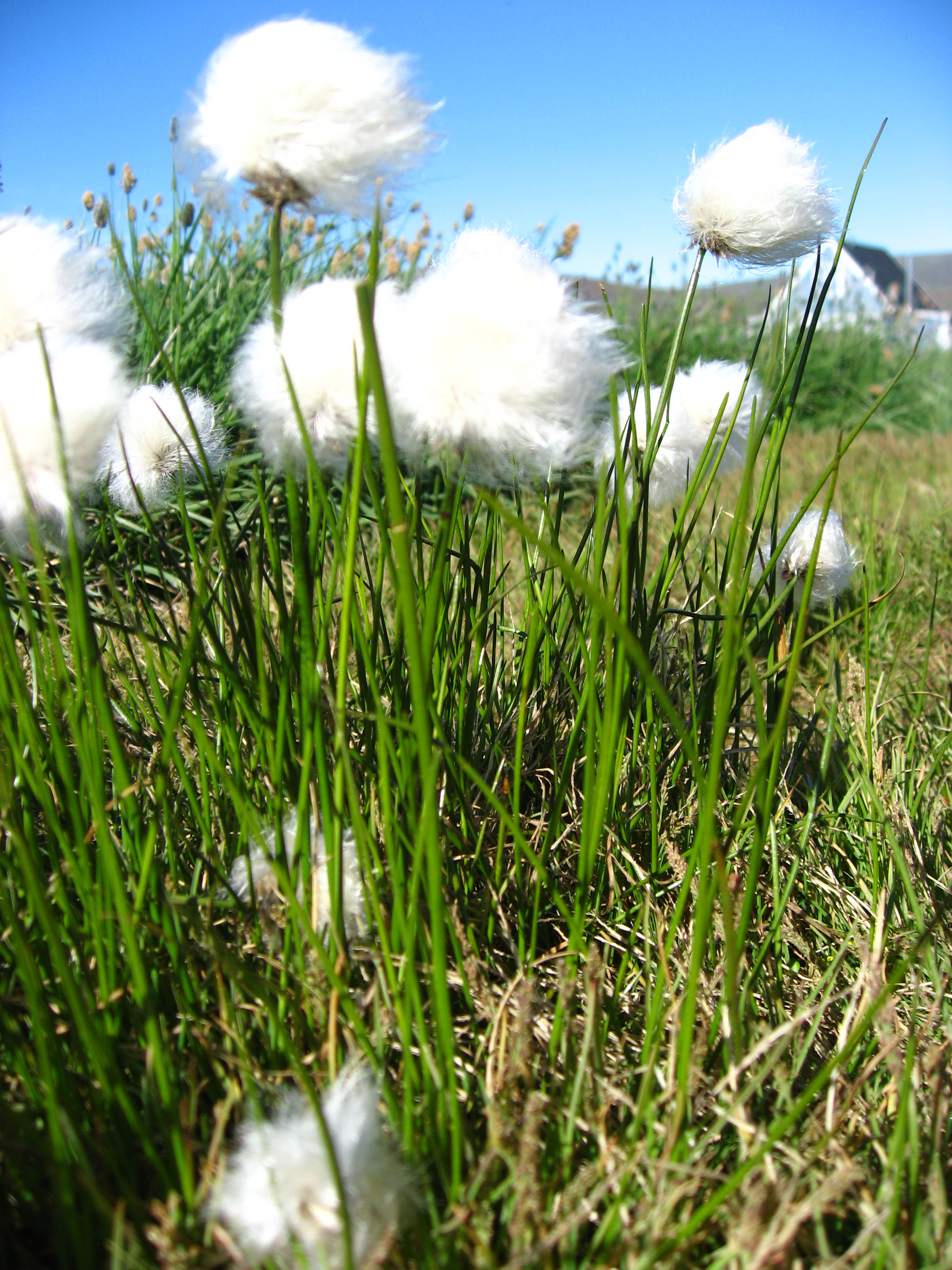
Eriophorum scheuchzeri au bord de la route près d'Upernavik

## Diapensiaceae
- Diapensia lapponica ssp. lapponica – native

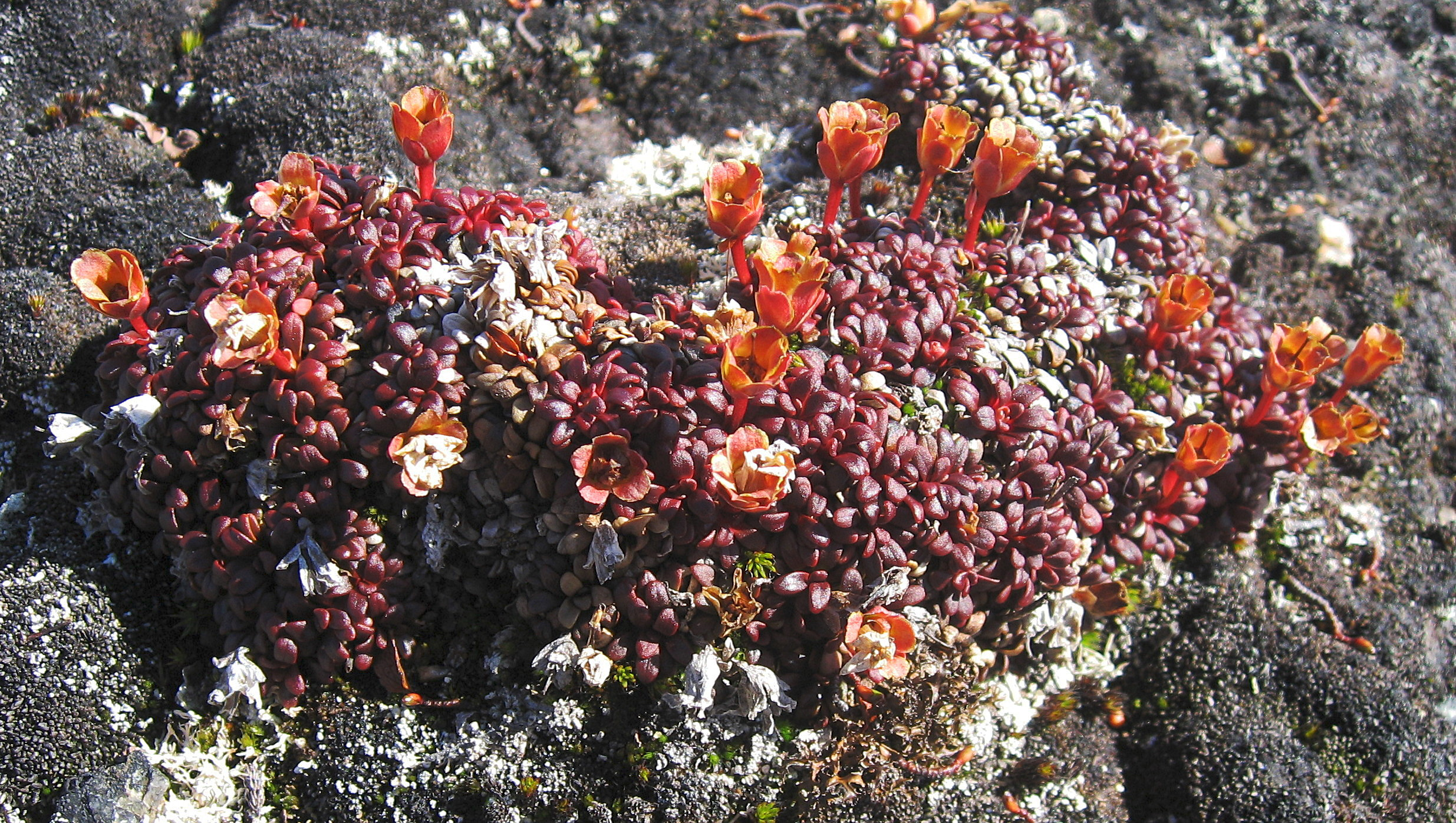
Diapensia lapponica, près d'Upernavik
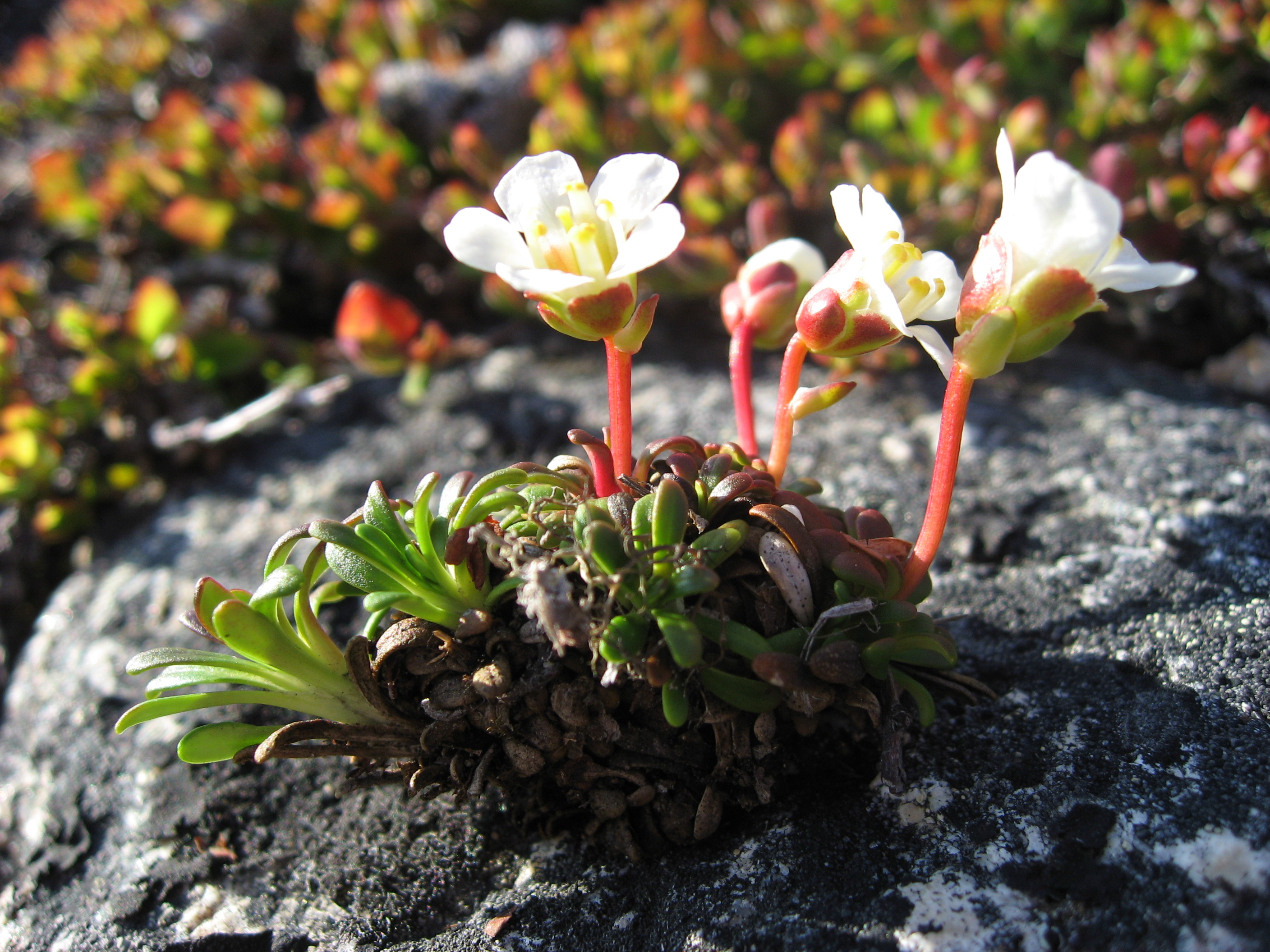
Fleurs de Diapensia lapponica

## Droseraceae
- Drosera rotundifolia – native

## Dryopteridaceae
- Dryopteris expansa – native
- Dryopteris filix-mas – native
- Dryopteris fragrans – native
- Dryopteris marginalis – native
- Polystichum lonchitis – native

## Empetraceae
- Empetrum nigrum ssp. hermaphroditum – native

## Equisetaceae
- Equisetum arvense ssp. arvense – native
- Equisetum arvense ssp. boreale – native
- Equisetum hyemale – native[4]
- Equisetum scirpoides – native
- Equisetum sylvaticum – native
- Equisetum variegatum ssp. variegatum – native

## Ericaceae
- Andromeda polifolia ssp. glaucophylla – native
- Andromeda polifolia ssp. polifolia – native
- Arctostaphylos alpinus – native
- Arctostaphylos uva-ursi – native
- Cassiope tetragona – native
- Harrimanella hypnoides – native
- Ledum groenlandicum – native
- Ledum palustre ssp. decumbens – native
- Loiseleuria procumbens – native
- Orthilia obtusata – native
- Phyllodoce caerulea – native
- Pyrola grandiflora – native
- Pyrola minor – native
- Rhododendron lapponicum – native
- Vaccinium myrtillus – native
- Vaccinium oxycoccus ssp. microphyllus – native
- Vaccinium uliginosum ssp. microphyllum – native
- Vaccinium vitis-idaea ssp. minus – native
- ×Ledodendron vanhoeffeni – native, endemic (intergeneric hybrid)[5]

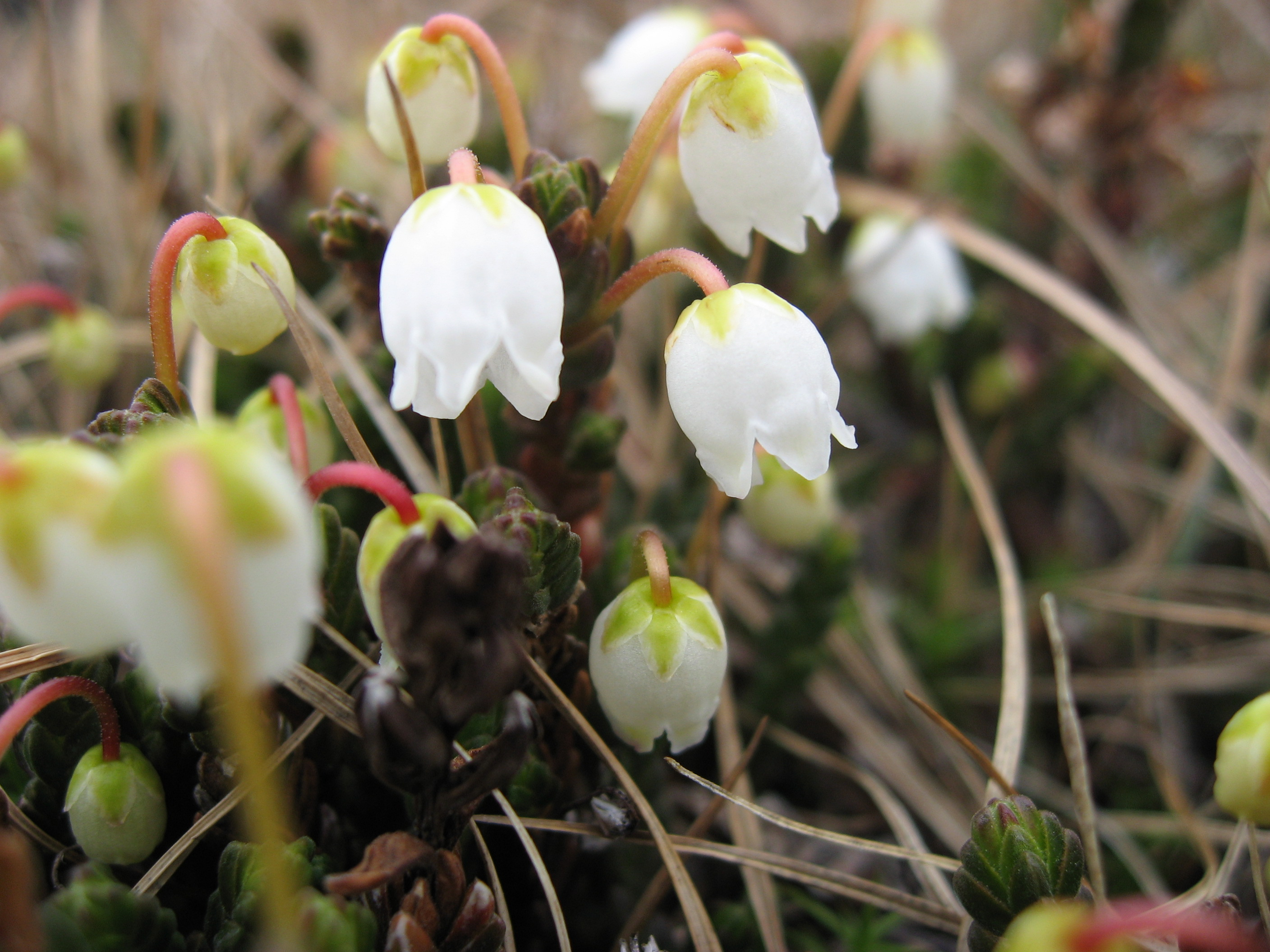
Cassiope tetragona dans la région d'Upernavik
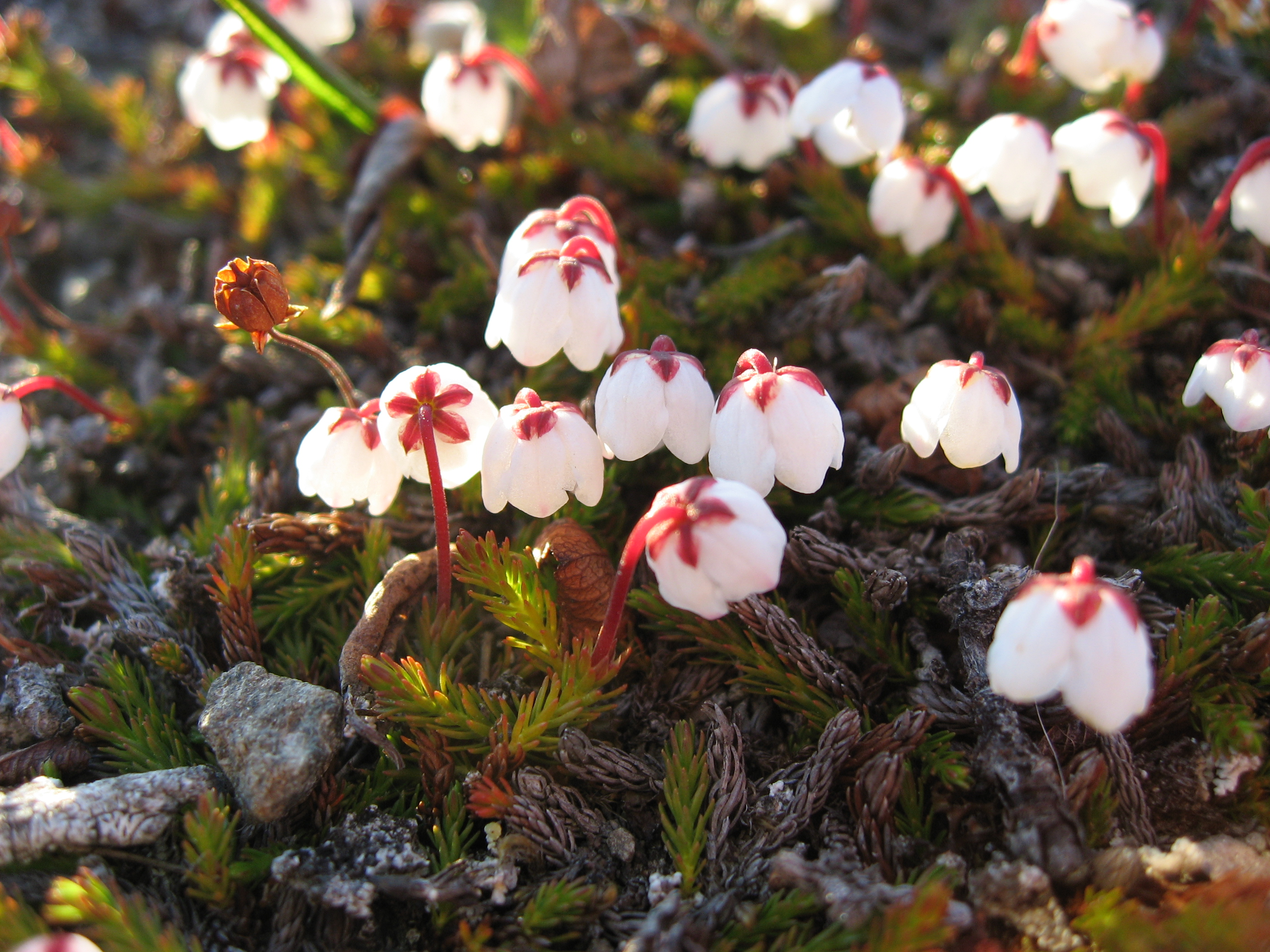
Harrimanella hypnoides dans la région d'Upernavik
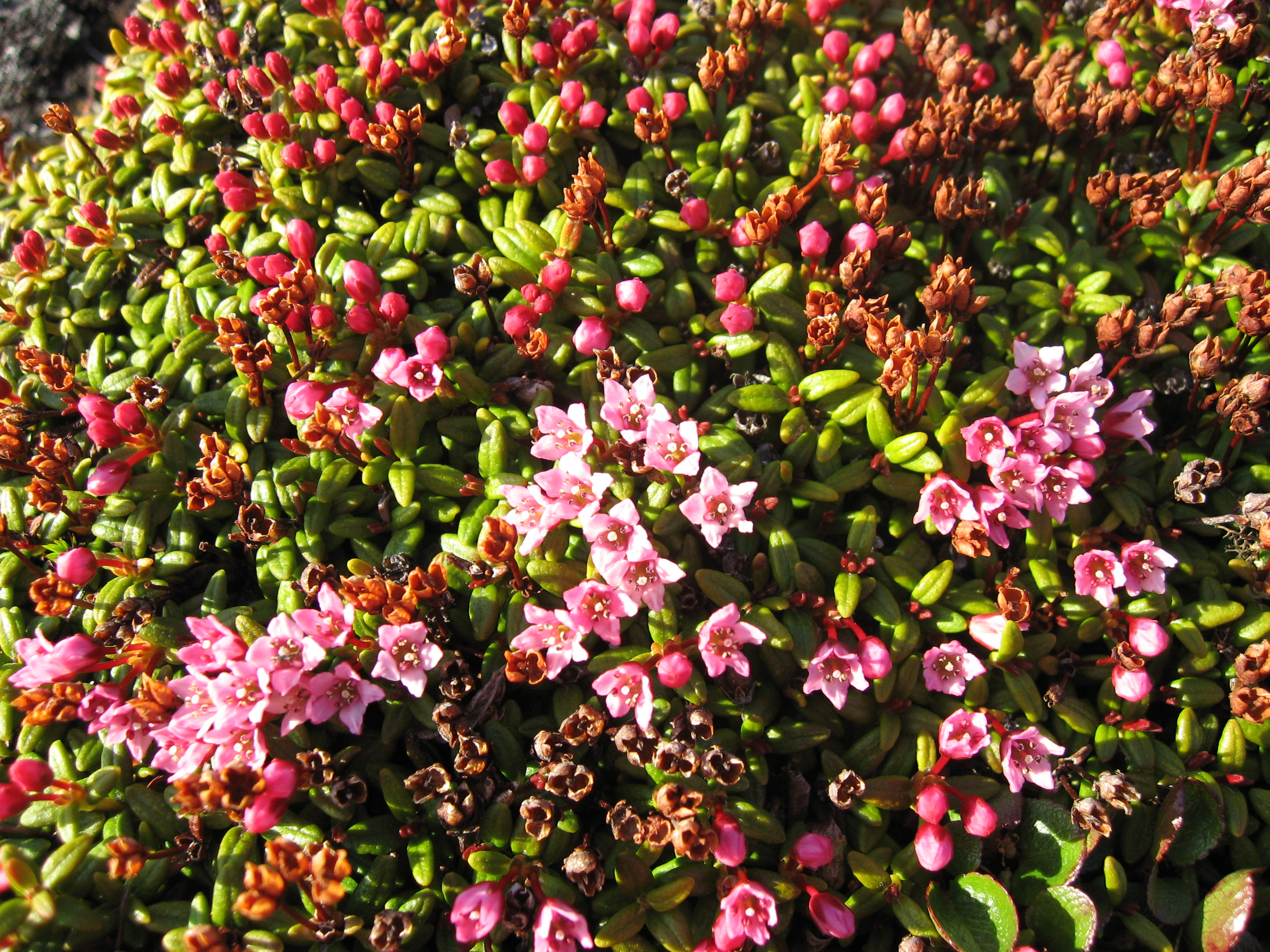
Loiseleuria procumbens (azalée rampante) dans la région d'Upernavik
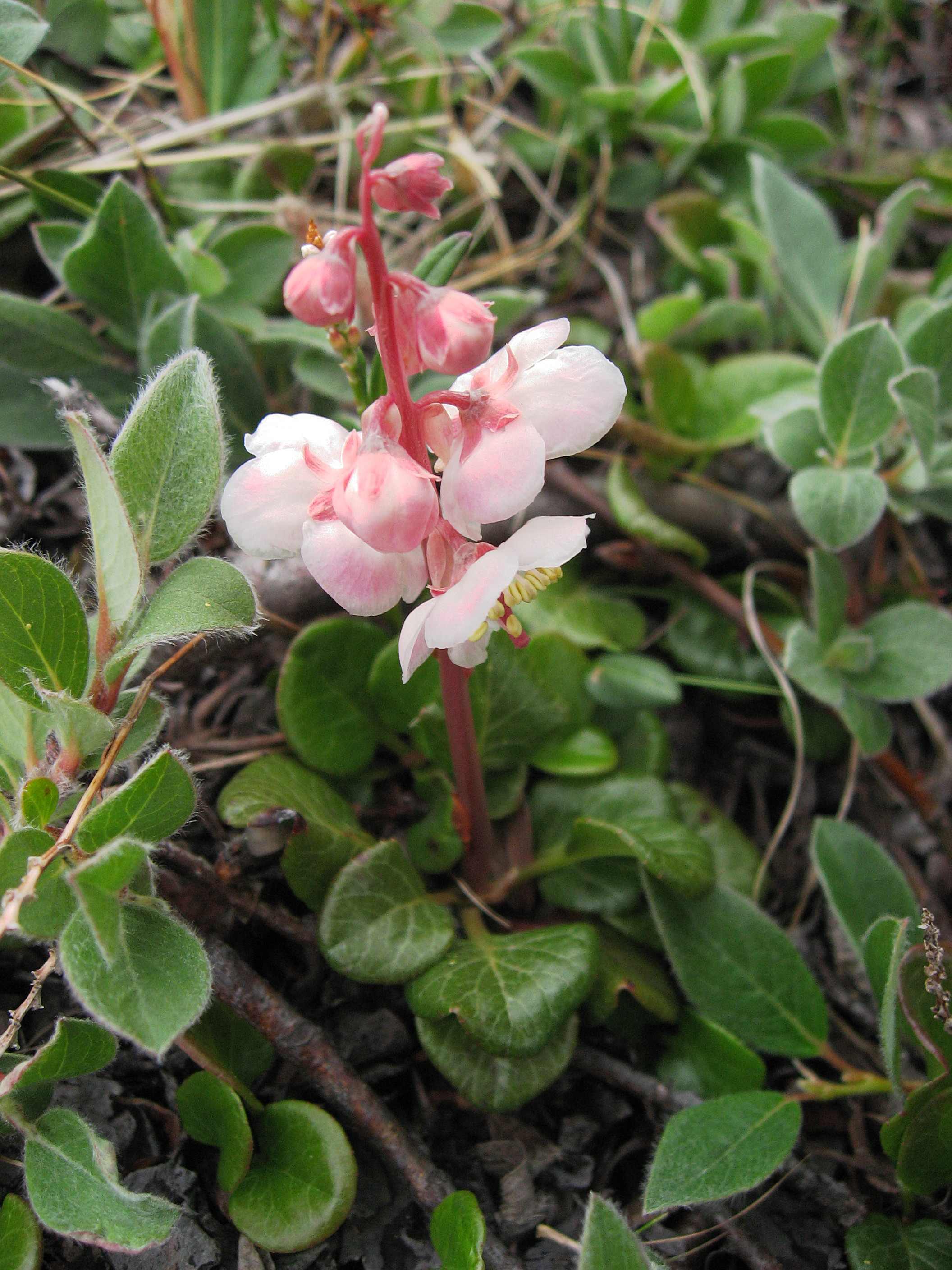
Pyrola grandiflora dans la région d'Upernavik
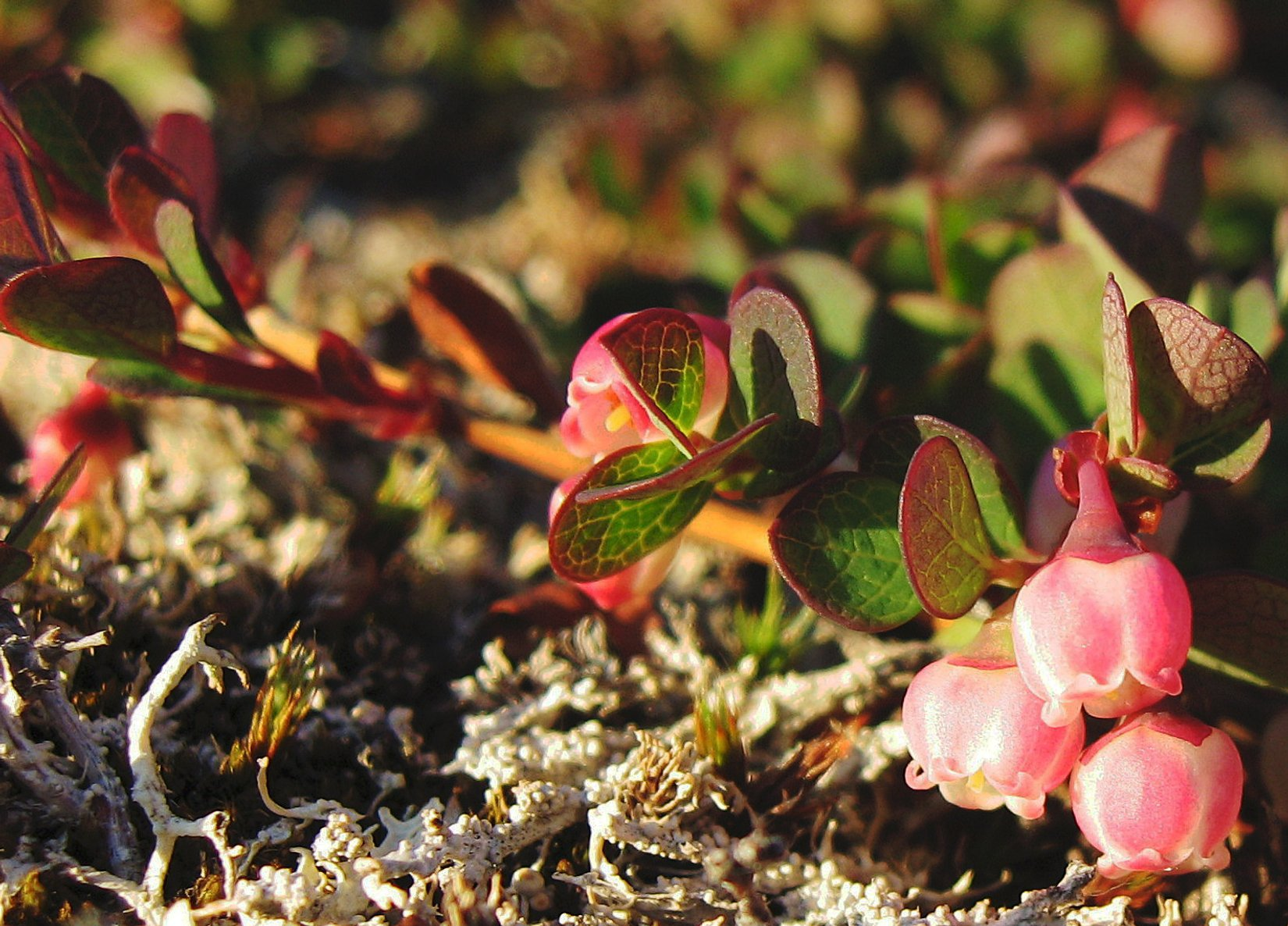
Vaccinium uliginosum (myrtille des marais) près d'Upernavik

## Fabaceae
- Astragalus alpinus ssp. arcticus – probablement introduite
- Lathyrus japonicus – native
- Lathyrus pratensis – introduite
- Medicago lupulina – introduite
- Trifolium hybridum – spontanée
- Trifolium pratense – introduite
- Trifolium repens – introduite
- Vicia cracca – introduite (Vikings)
- Vicia hirsuta – introduite
- Vicia sativa ssp. nigra – introduite
- Vicia sepium – introduite

## Gentianaceae
- Gentiana nivalis – native
- Gentianella amarella ssp. acuta – native
- Gentianella aurea – native
- Gentianella detonsa – native
- Gentianella tenella – native
- Lomatogonium rotatum – native

## Geraniaceae
- Erodium cicutarium – introduite
- Geranium pusillum – introduite
- Geranium sylvaticum – native

## Haloragaceae
- Myriophyllum alterniflorum – native
- Myriophyllum sibiricum – (Haloragaceae) - native

## Hippuridaceae
- Hippuris vulgaris – native

## Iridaceae
- Sisyrinchium montanum – native

## Isoetaceae
- Isoetes echinospora ssp. muricata – native
- Isoetes lacustris – native

## Juncaceae
- Juncus alpinoarticulatus ssp. alpestris – native
- Juncus arcticus ssp. arcticus – native
- Juncus biglumis – native
- Juncus bufonius ssp. bufonius – introduite
- Juncus bufonius ssp. ranarius – native
- Juncus castaneus ssp. castaneus – native
- Juncus filiformis – native
- Juncus gerardii ssp. gerardii – native
- Juncus squarrosus – native
- Juncus subtilis – native
- Juncus trifidus – native
- Juncus triglumis ssp. albescens – native
- Juncus triglumis ssp. triglumis – native
- Luzula arctica – native
- Luzula arcuata – native
- Luzula confusa – native
- Luzula groenlandica – native
- Luzula multiflora ssp. frigida – native
- Luzula multiflora ssp. multiflora – native
- Luzula parviflora ssp. parviflora – native
- Luzula spicata – native
- Luzula wahlenbergii – native

## Juncaginaceae
- Triglochin palustris – native

## Lamiaceae
- Lamium amplexicaule – introduite
- Lamium moluccellifolium – introduite
- Lamium purpureum – introduite
- Thymus praecox ssp. arcticus – native

## Lentibulariaceae
- Pinguicula vulgaris – native
- Utricularia intermedia – native
- Utricularia minor – native
- Utricularia ochroleuca – native

## Linnaeaceae
- Linnaea borealis ssp. americana – native

## Lycopodiaceae
- Diphasiastrum alpinum – native
- Diphasiastrum complanatum – native
- Diphasiastrum sitchense – native[6]
- Diphasiastrum ×zeilleri – native
- Huperzia arctica – native
- Huperzia selago – native
- Lycopodium annotinum ssp. annotinum – native
- Lycopodium dubium – native
- Lycopodium lagopus – native

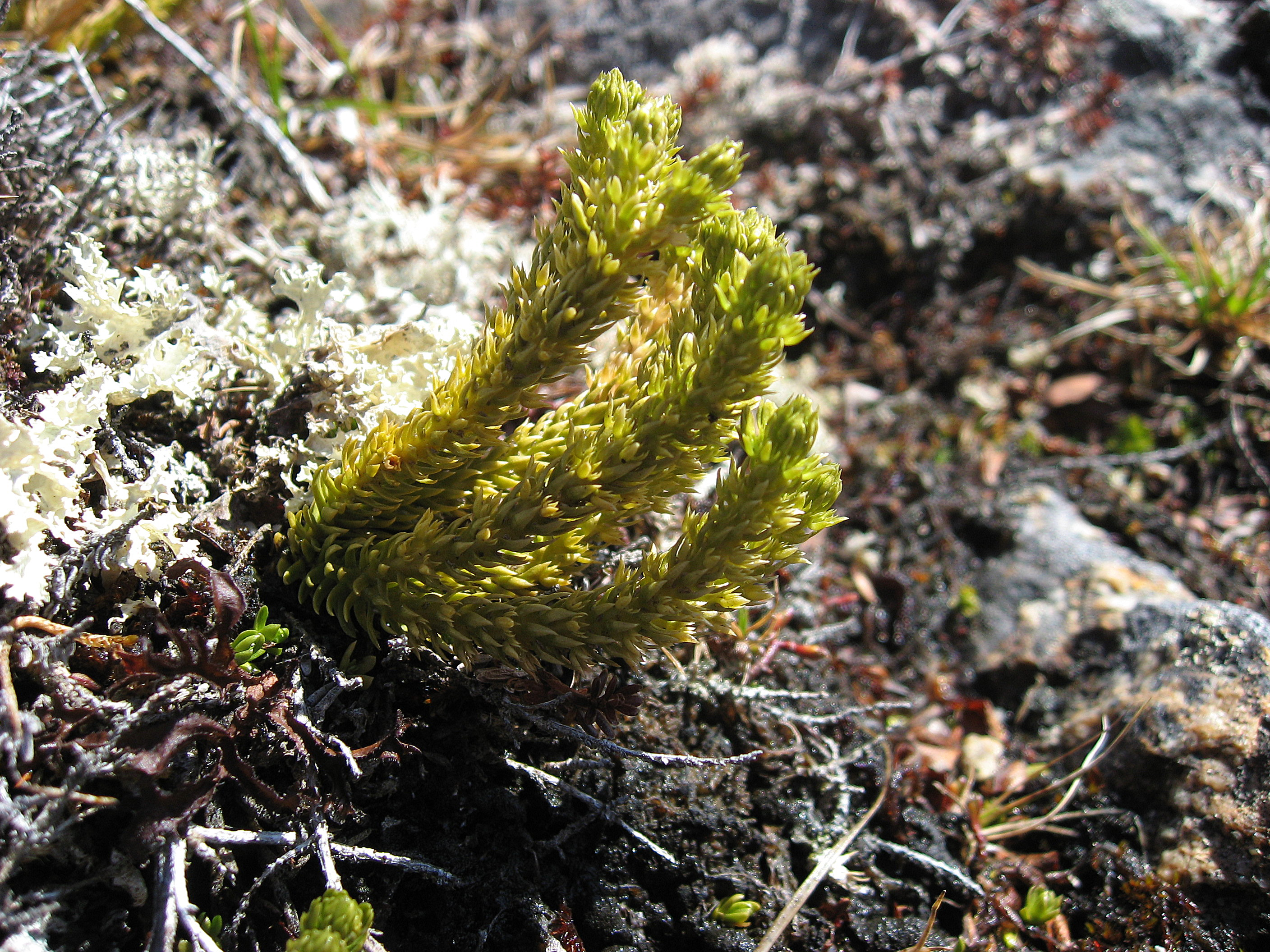
Huperzia selago dans la région d'Upernavik

## Malaceae
- Sorbus groenlandica – native

## Melanthiaceae
- Tofieldia coccinea – native
- Tofieldia pusilla – native

## Menyanthaceae
- Menyanthes trifoliata – native

## Myrsinaceae
- Anagallis arvensis – introduite
- Trientalis europaea – native[7]

## Onagraceae
- Epilobium anagallidifolium – native
- Epilobium angustifolium – native
- Epilobium davuricum ssp. arcticum – native
- Epilobium hornemannii – native
- Epilobium lactiflorum – native
- Epilobium latifolium – native
- Epilobium palustre – native

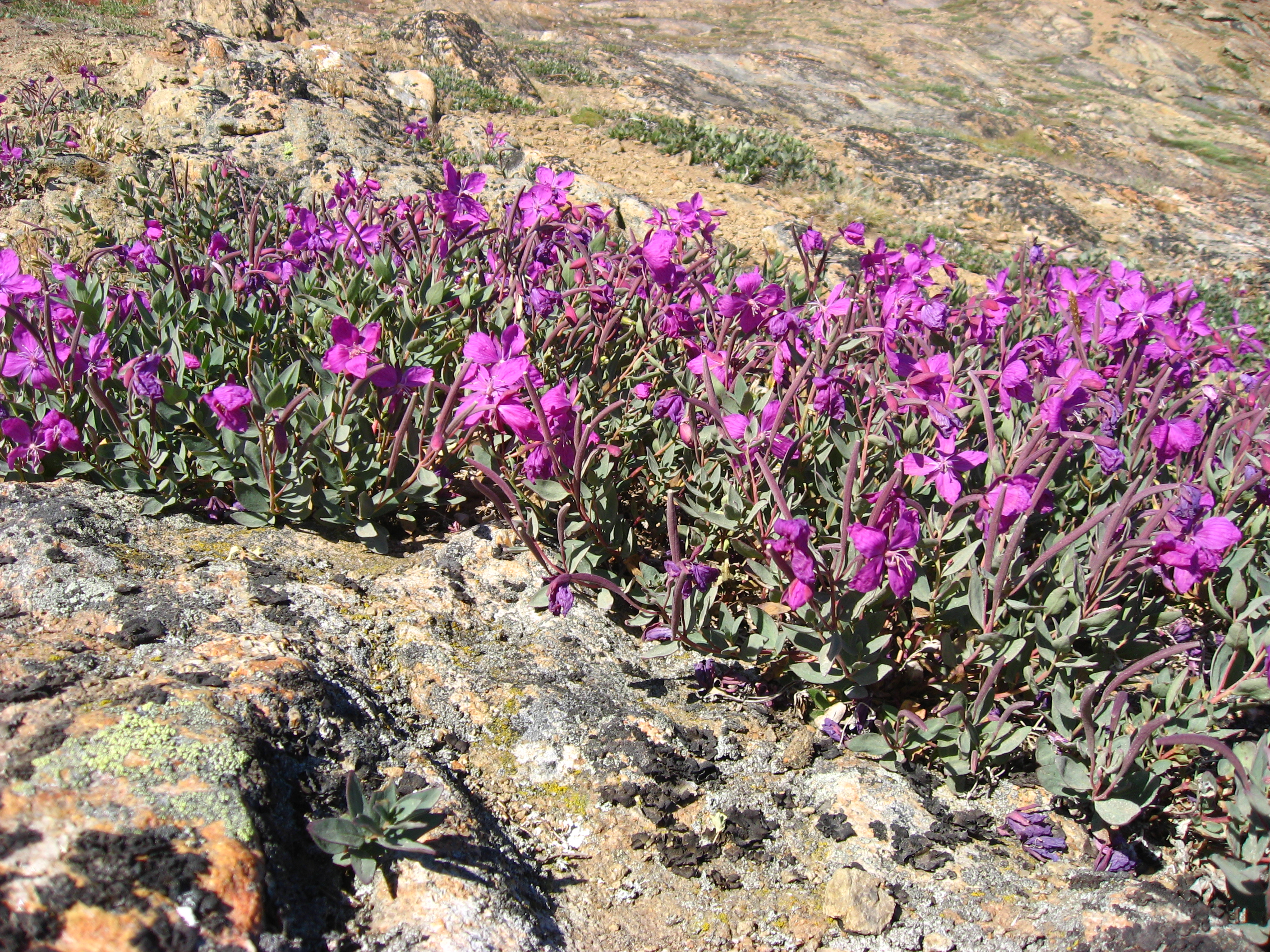
Epilobium latifolium (syn. Chamerion latidolium) près du cimetière d'Upernavik
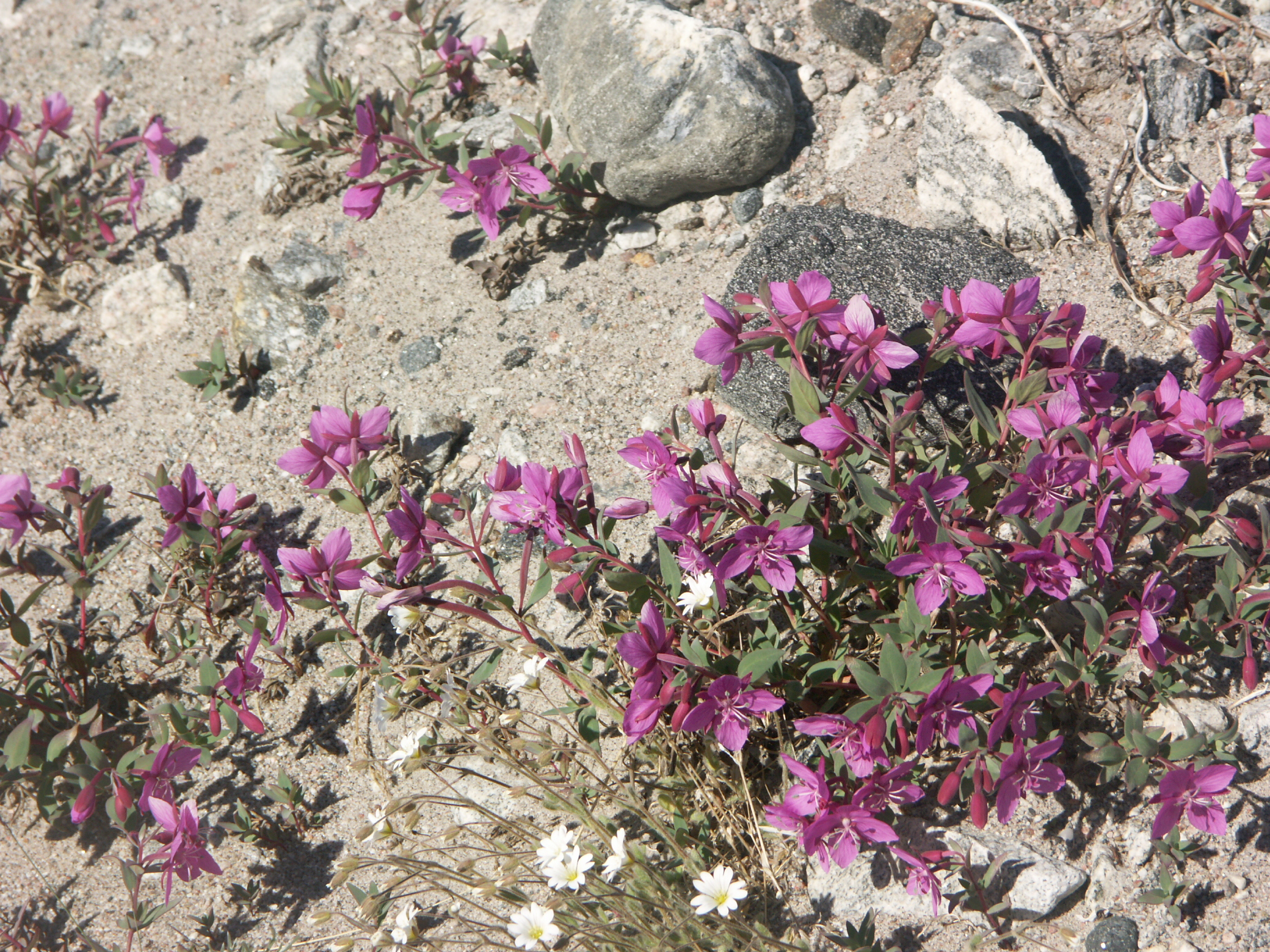
Epilobium latifolium dans les hautes terres d'Isunngua

## Ophioglossaceae
- Botrychium boreale – native
- Botrychium lanceolatum – native
- Botrychium lunaria – native
- Botrychium minganense – native
- Botrychium multifidum – native
- Botrychium simplex – native
- Ophioglossum azoricum – native

## Orchidaceae
- Amerorchis rotundifolia – native
- Corallorhiza trifida – native
- Neottia cordata – native
- Platanthera hyperborea – native
- Pseudorchis straminea – native

## Orobanchaceae
- Bartsia alpina – native
- Euphrasia frigida – native
- Melampyrum sylvaticum – native
- Pedicularis capitata – native
- Pedicularis lanata – native
- Pedicularis flammea – native
- Pedicularis groenlandica – native
- Pedicularis hirsuta – native
- Pedicularis labradorica – native
- Pedicularis langsdorfii – native
- Pedicularis lapponica – native
- Pedicularis sudetica ssp. albolabiata – native[6],[7]
- Rhinanthus minor ssp. groenlandicus – native
- Rhinanthus minor ssp. minor – native

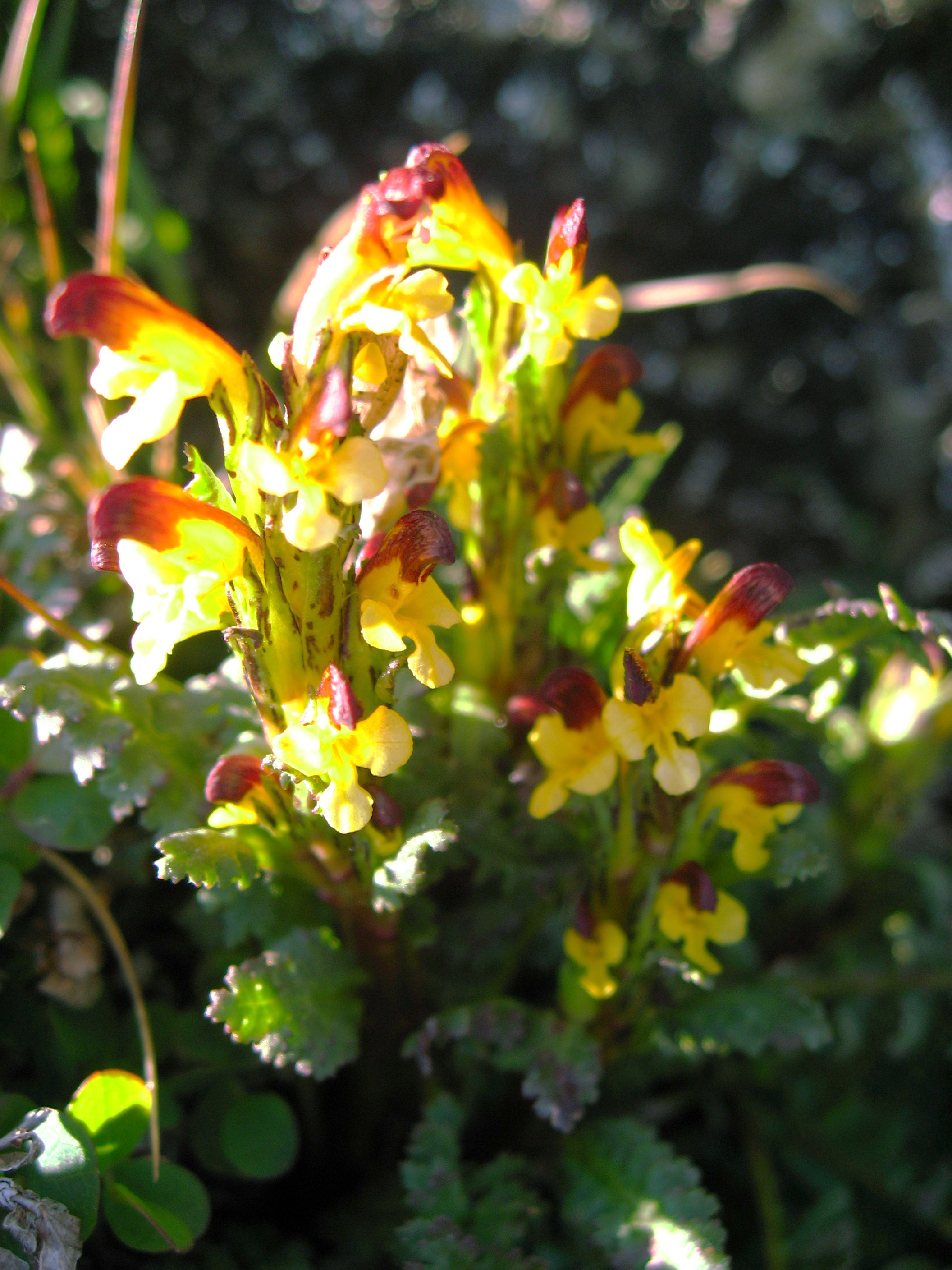
Pedicularis flammea près d'Upernavik

## Papaveraceae
- Papaver dahlianum – native
- Papaver radicatum ssp. labradoricum – native

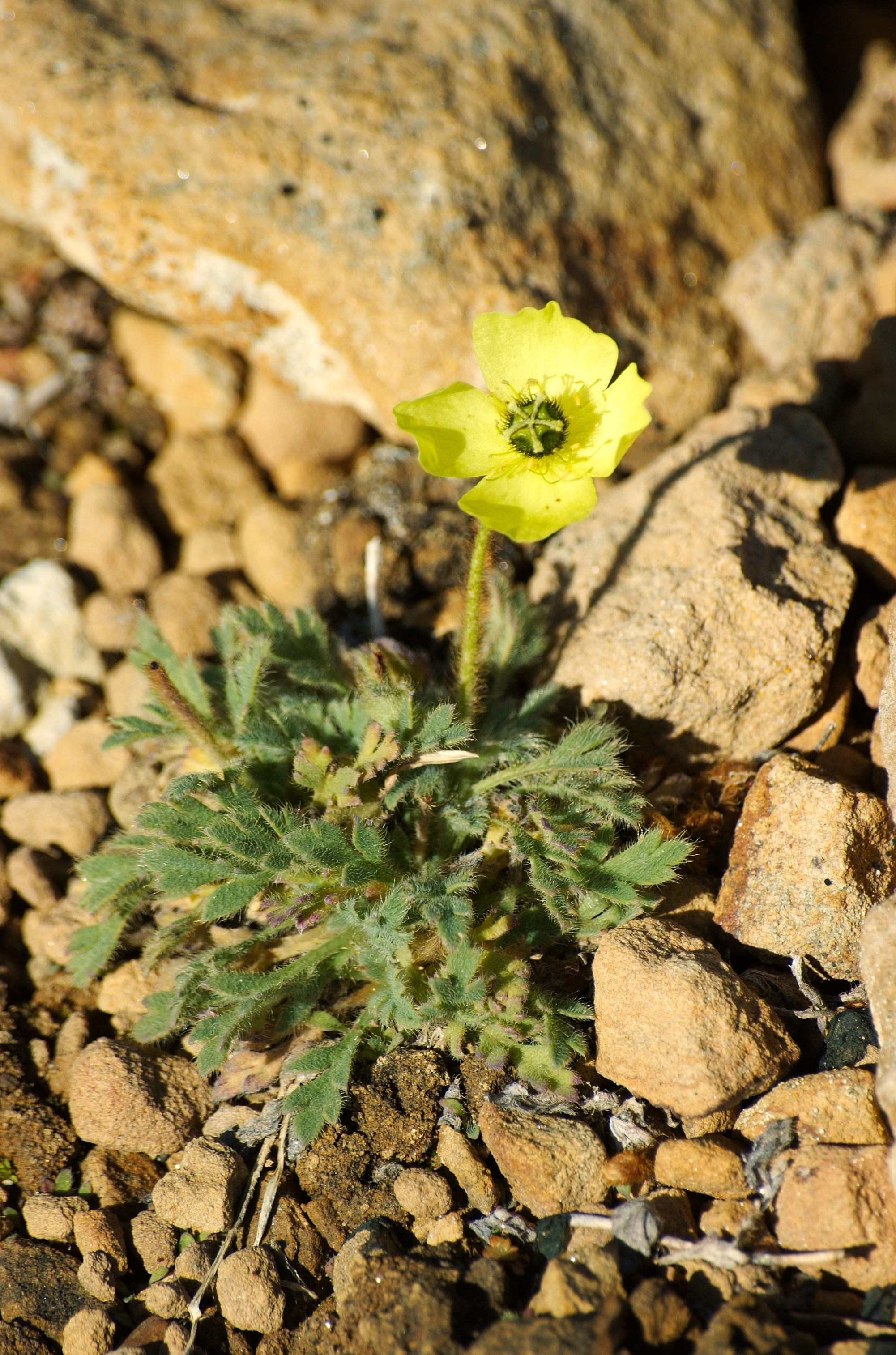
Papaver radicatum dans la péninsule de Jameson

## Parnassiaceae
- Parnassia kotzebuei – native

## Plantaginaceae
- Plantago coronopus – spontanée
- Plantago lanceolata – introduite
- Plantago major – introduite
- Plantago maritima ssp. borealis – native
- Veronica alpina ssp. alpina – native
- Veronica alpina ssp. pumila – native
- Veronica arvensis – spontanée
- Veronica fruticans – native
- Veronica officinalis – introduite[3]
- Veronica persica – spontanée
- Veronica serpyllifolia ssp. serpyllifolia – introduite
- Veronica wormskjoldii – native

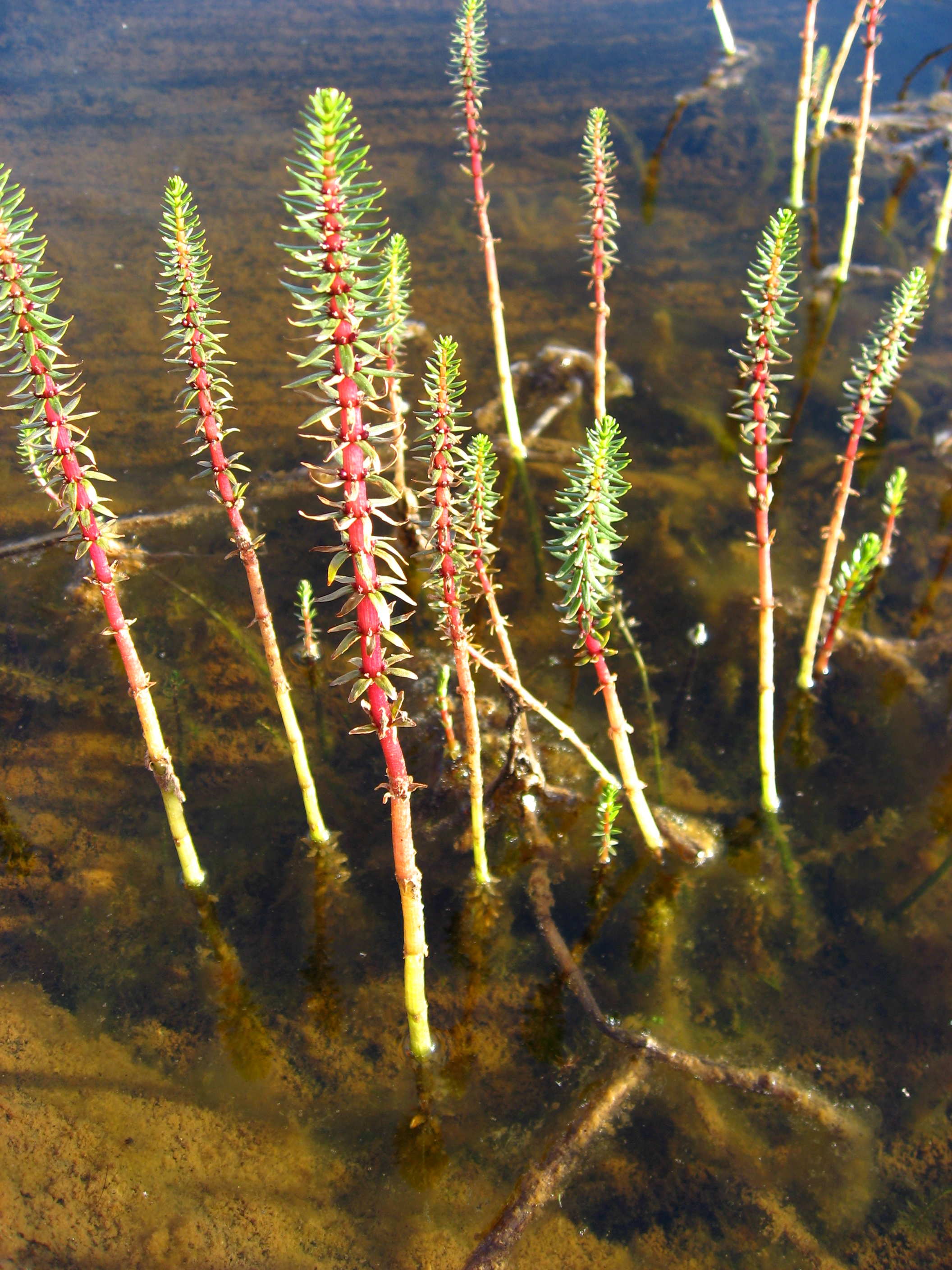
Hippuris vulgaris dans la région d'Upernavik

## Plumbaginaceae
- Armeria maritima ssp. maritima – native
- Armeria maritima ssp. sibirica – native

## Poaceae
- Agrostis canina – native[6]
- Agrostis capillaris – introduite
- Agrostis gigantea – native
- Agrostis mertensii – native
- Agrostis scabra – native
- Agrostis stolonifera – native
- Agrostis vinealis – native
- Alopecurus aequalis – native
- Alopecurus alpinus ssp. borealis – native
- Alopecurus geniculatus – introduite
- Alopecurus pratensis – introduite
- Anthoxanthum alpinum – native
- Arctagrostis latifolia ssp. latifolia – native
- Arctophila fulva – native
- Avenella flexuosa – native
- Bromus hordeaceus – introduite
- Bromus tectorum – introduite
- Calamagrostis canadensis ssp. langsdorfii – native
- Calamagrostis inexpansa – native
- Calamagrostis lapponica – native
- Calamagrostis neglecta ssp. neglecta – native
- Calamagrostis neglecta ssp. groenlandica – native
- Calamagrostis purpurascens var. purpurascens – native
- Calamagrostis purpurascens var. laricina – native
- Catabrosa aquatica – native
- Dactylis glomerata – introduite
- Danthonia spicata – native
- Deschampsia alpina – native
- Deschampsia brevifolia – native
- Deschampsia cespitosa – introduite
- Deschampsia sukatschewii ssp. borealis – native
- Dupontia fisheri – native
- Elymus alaskanus ssp. hyperarcticus – native
- Elymus repens – introduite
- Elymus trachycaulus ssp. virescens – native, endémique (sous-espèce)
- Elymus violaceus – native
- Festuca baffinensis – native
- Festuca brachyphylla – native
- Festuca edlundiae – native
- Festuca groenlandica – native, endémique[6]
- Festuca hyperborea – native
- Festuca pratensis – introduite
- Festuca rubra spp. fallax – introduite[6]
- Festuca rubra ssp. arctica – native
- Festuca rubraspp. rubra – native
- Festuca saximontana – native
- Festuca vivipara ssp. hirsuta – native
- Festuca vivipara ssp. vivipara – native
- Festuca vivipara ssp. glabra – native[6]
- Hierochloë alpina – native
- Hierochloe odorata ssp. arctica – native
- Leymus arenarius – native
- Leymus mollis ssp. mollis – native
- Lolium perenne – introduite
- Nardus stricta – native
- Phippsia algida ssp. algidiformis – native[7]
- Phippsia algida ssp. algida – native
- Phleum alpinum – native
- Phleum pratense ssp. pratense – native
- Pleuropogon sabinei – native
- Poa abbreviata – native
- Poa alpina – native
- Poa annua – introduite
- Poa arctica ssp. arctica – native
- Poa arctica ssp. caespitans – native
- Poa flexuosa – native
- Poa glauca – native
- Poa hartzii – native
- Poa nemoralis – native
- Poa palustris – introduite
- Poa pratensis – native
- Poa pratensis ssp. alpigena – native
- Poa pratensis ssp. colpodea – native
- Poa pratensis ssp. irrigata – native
- Poa trivialis – introduite
- Puccinellia andersonii – native
- Puccinellia angustata – native
- Puccinellia bruggemannii – native[6],[7]
- Puccinellia capillaris – native[6]
- Puccinellia deschampsioides – native
- Puccinellia groenlandica – native, endémique
- Puccinellia laurentiana – native
- Puccinellia maritima – native
- Puccinellia nutkaensis – native
- Puccinellia phryganodes – native
- Puccinellia porsildii – native
- Puccinellia pumila – native[6]
- Puccinellia rosenkrantzii – native, endémique
- Puccinellia tenella ssp. langeana – native
- Puccinellia vaginata – native
- Puccinellia vahliana – native
- Trisetum spicatum – native
- Vahlodea atropurpurea – native

## Polemoniaceae
- Polemonium boreale – native

## Polygalaceae
- Polygala serpyllifolia – probablement introduite

## Polygonaceae
- Bistorta vivipara – native
- Fallopia convolvulus – introduite
- Koenigia islandica – native
- Oxyria digyna – native
- Persicaria lapathifolia – introduite
- Persicaria maculosa – introduite
- Polygonum aviculare ssp. boreale – introduite
- Polygonum viviparum - native
- Rumex acetosella ssp. acetosella – introduite
- Rumex acetosella ssp. tenuifolius  – native
- Rumex acetosella ssp. arenicola – native
- Rumex alpestris ssp. lapponicus – native
- Rumex longifolius – introduite
- Rumex obtusifolius – introduite

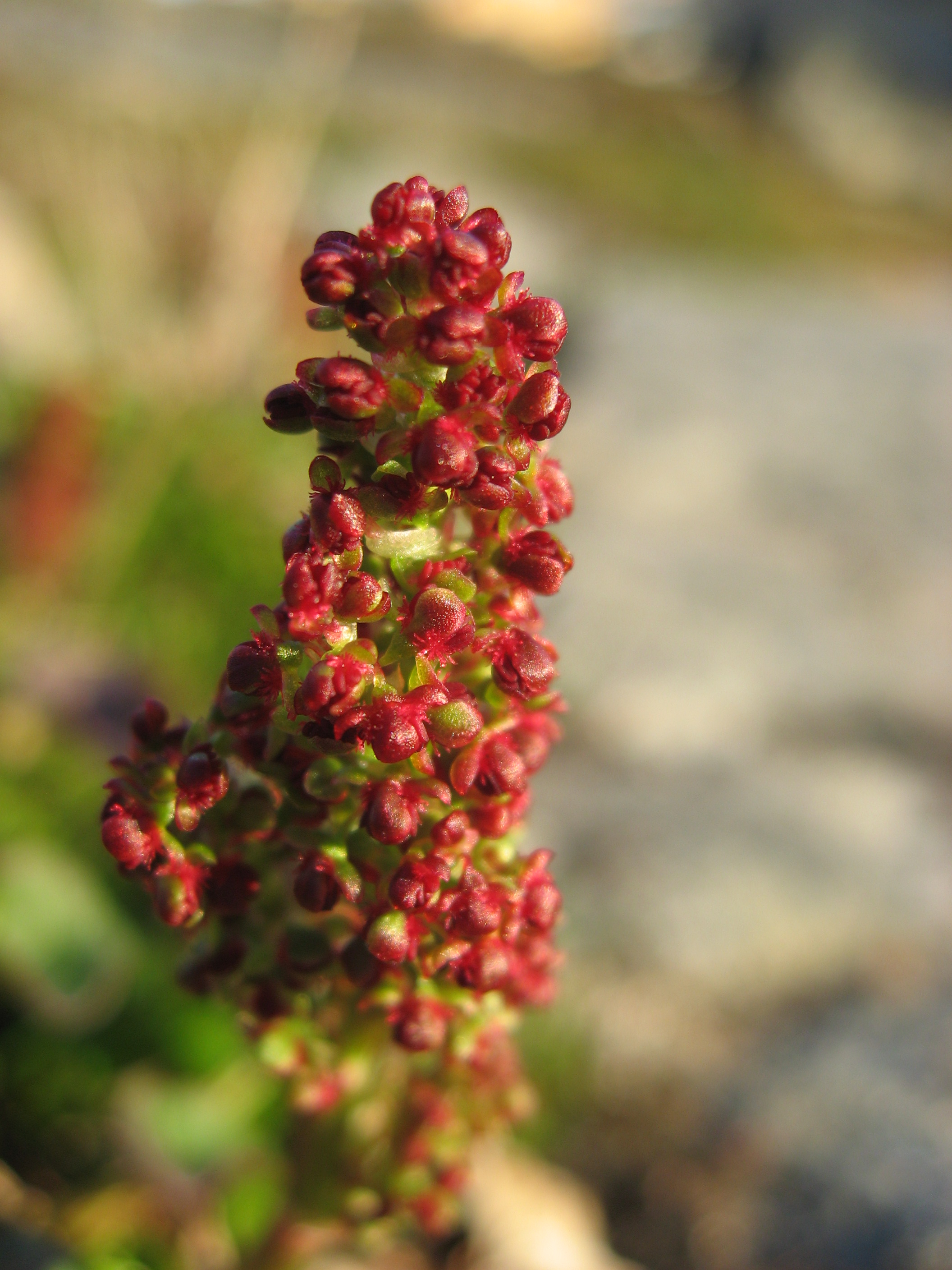
Oxyria digyna dans la région d'Upernavik
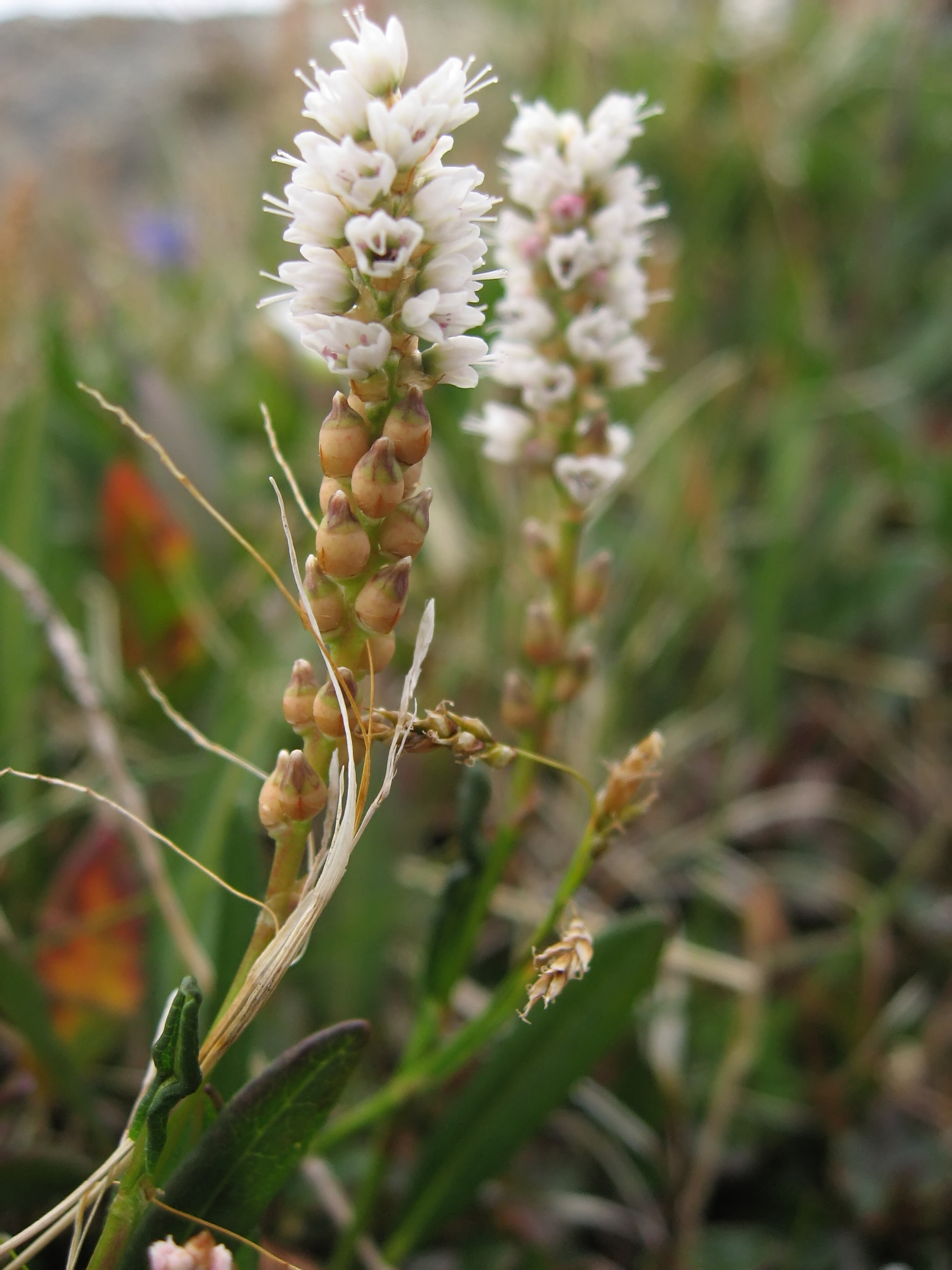
Polygonum viviparum, ou renouée vivipare (syn. Persicaria vivipara) dans la région d'Upernavik

## Polypodiaceae
- Polypodium sibiricum – native

## Portulacaceae
- Montia fontana – native

## Potamogetonaceae
- Potamogeton alpinus ssp. tenuifolius – native
- Potamogeton gramineus – native
- Potamogeton groenlandicus – native, endémique
- Potamogeton natans – native
- Potamogeton perfoliatus ssp. perfoliatus – native
- Potamogeton praelongus – native
- Stuckenia filiformis ssp. alpina – native
- Stuckenia filiformis ssp. filiformis – native

## Primulaceae
- Androsace septentrionalis – native
- Primula egaliksensis – native
- Primula stricta – native

## Ranunculaceae
- Anemone richardsonii – native
- Batrachium confervoides – native
- Coptis trifoliata – native
- Ranunculus acris ssp. acris – native
- Ranunculus arcticus – native
- Ranunculus auricomus – native
- Ranunculus cymbalaria – native
- Ranunculus glacialis – native
- Ranunculus hyperboreus ssp. hyperboreus – native
- Ranunculus lapponicus – native
- Ranunculus nivalis – native
- Ranunculus pygmaeus – native
- Ranunculus repens – introduite
- Ranunculus reptans – native
- Ranunculus sabinei – native
- Ranunculus sulphureus – native
- Thalictrum alpinum – native

## Rosaceae
- Acomastylis rossii – native
- Alchemilla alpina – native
- Alchemilla filicaulis – native
- Alchemilla glomerulans – native
- Alchemilla vestita – native
- Alchemilla wichurae – native
- Argentina anserina – native
- Argentina egedii ssp. egedii – native
- Comarum palustre – native
- Dryas integrifolia – native
- Dryas octopetala ssp. punctata – native
- Geum rivale – native
- Potentilla chamissonis – native
- Potentilla crantzii – native
- Potentilla hookeriana – native
- Potentilla hyparctica ssp. hyparctica – native
- Potentilla insularis – native
- Potentilla nivea ssp. nivea – native
- Potentilla nivea ssp. subquinata – native
- Potentilla norvegica ssp. norvegica – introduite
- Potentilla pulchella ssp. pulchella – native
- Potentilla ranunculus – native
- Potentilla rubella – native, endémique
- Potentilla rubricaulis – native
- Potentilla stipularis – native
- Potentilla vahliana – native
- Rubus chamaemorus – native
- Rubus idaeus ssp. idaeus – native
- Rubus saxatilis – native
- Sibbaldia procumbens – native
- Sibbaldiopsis tridentata – native

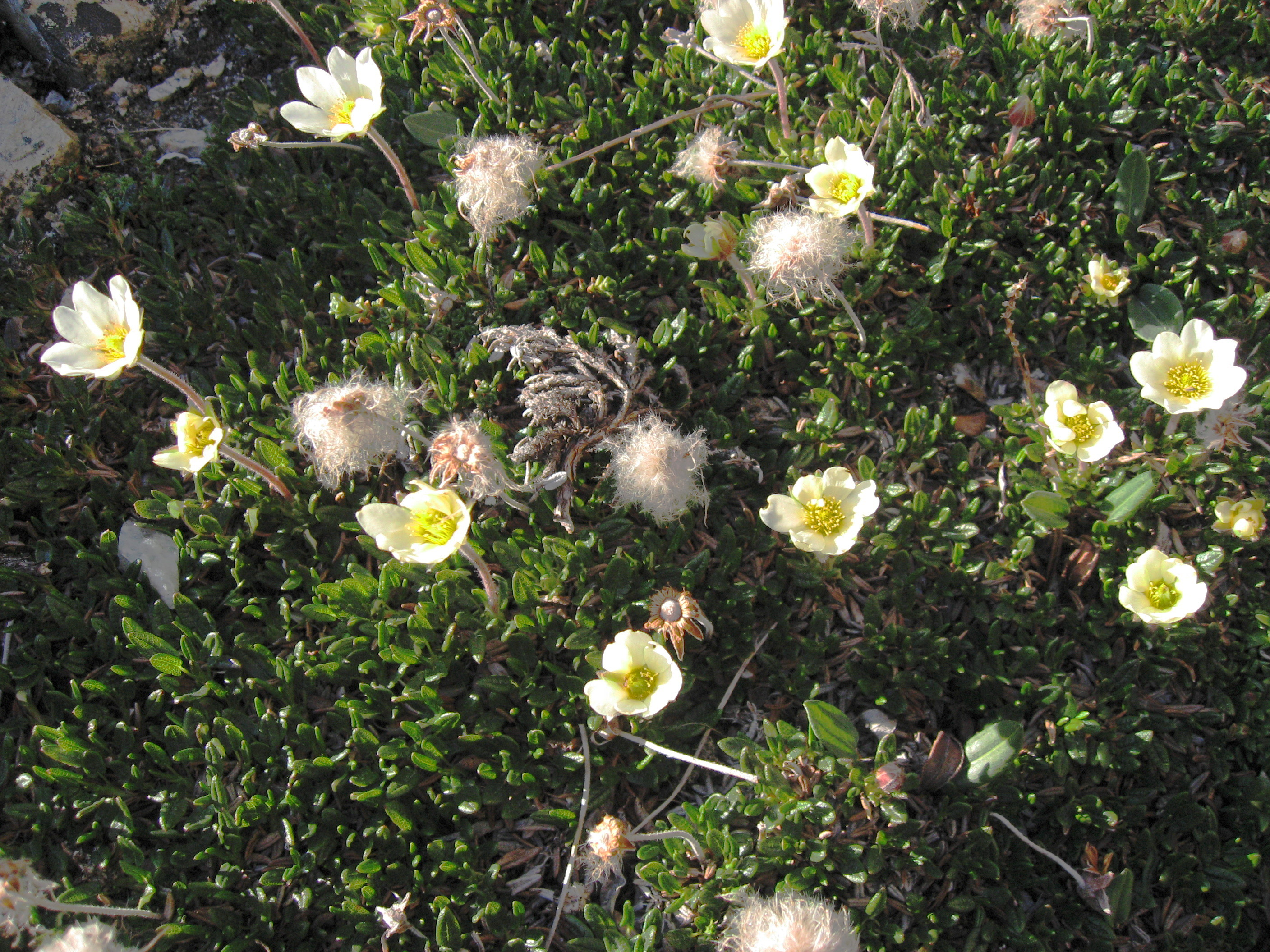
Dryas integrifolia dans la région d'Upernavik
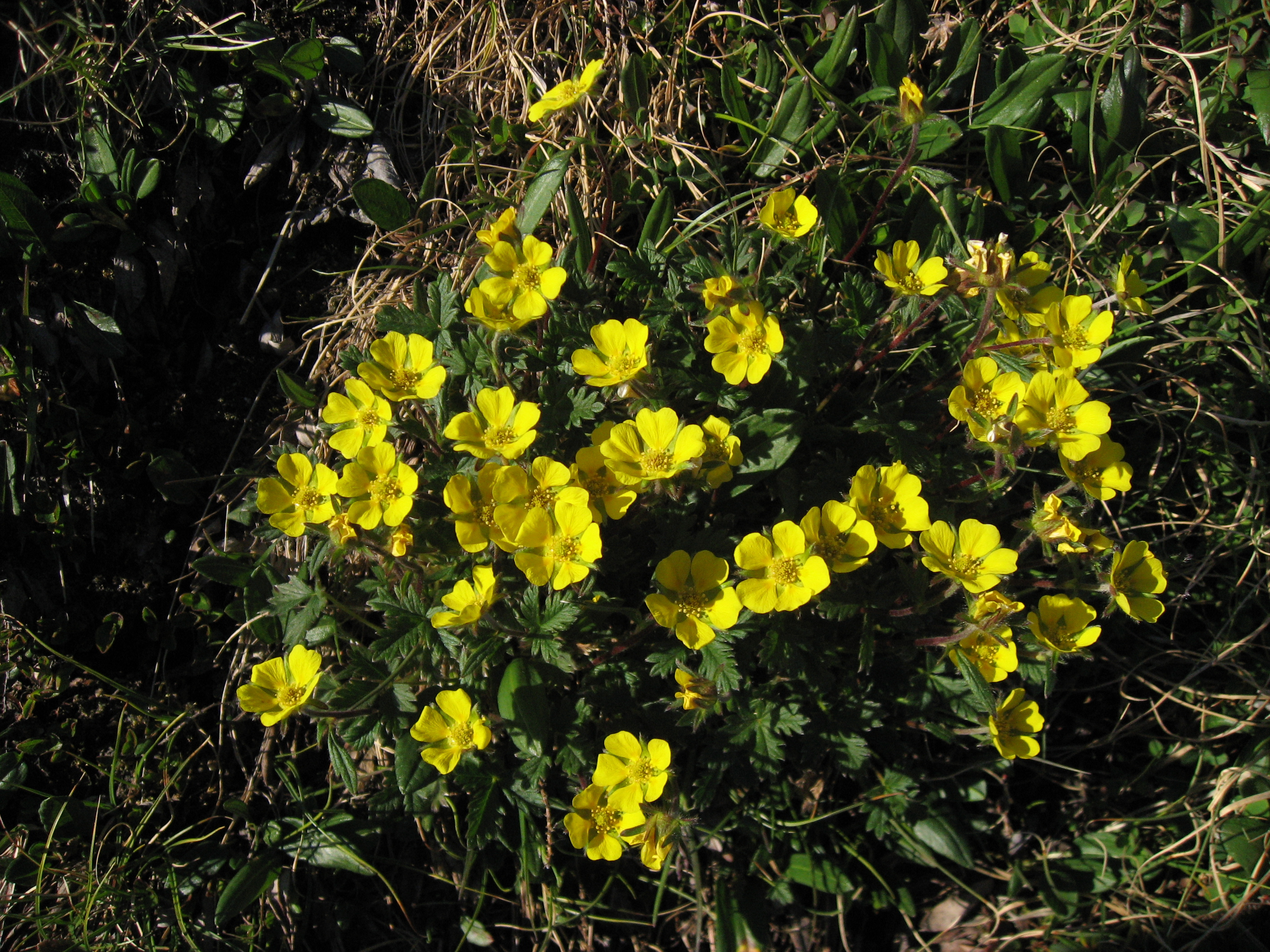
Potentilla hookeriana dans la région d'Upernavik

## Rubiaceae
- Galium album – introduite
- Galium aparine – introduite
- Galium boreale – native
- Galium brandegei – native
- Galium triflorum – native
- Galium uliginosum – introduite
- Galium verum – introduite[3]

## Salicaceae
- Salix arctica – native
- Salix arctophila – native
- Salix glauca ssp. callicarpaea – native
- Salix glauca ssp. glauca – native
- Salix herbacea – native
- Salix reticulata – native
- Salix uva-ursi – native

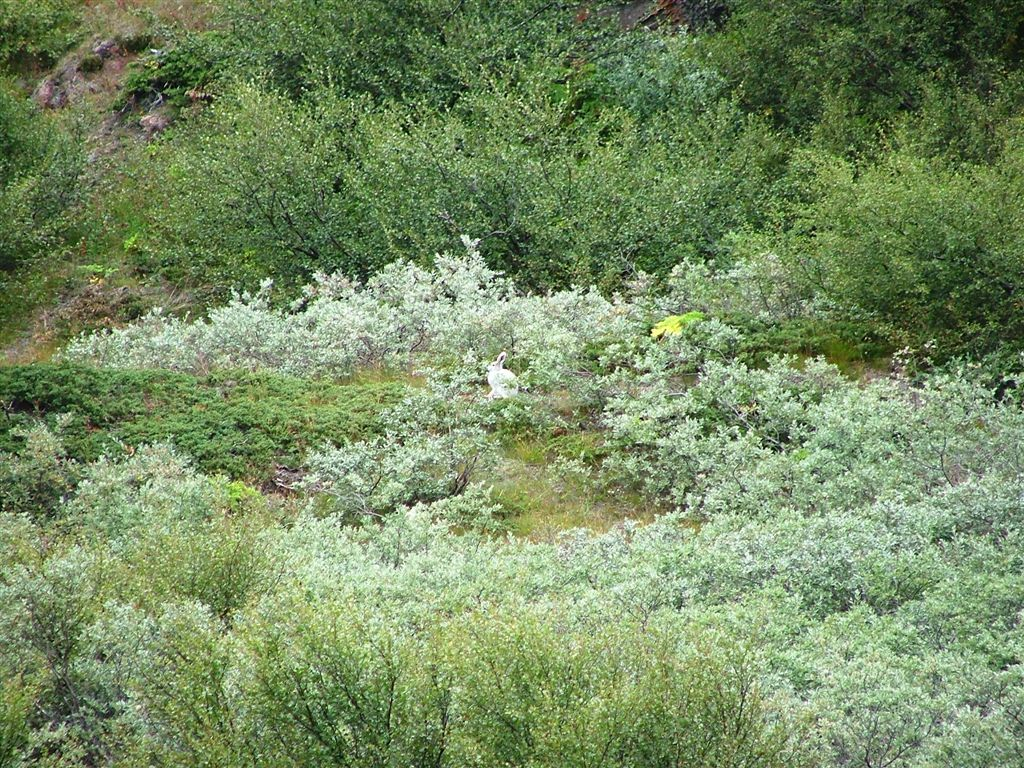
Paysage au mois d'août avec Salix glauca dans la région de Narsarsuaq (sud-ouest du Groenland)
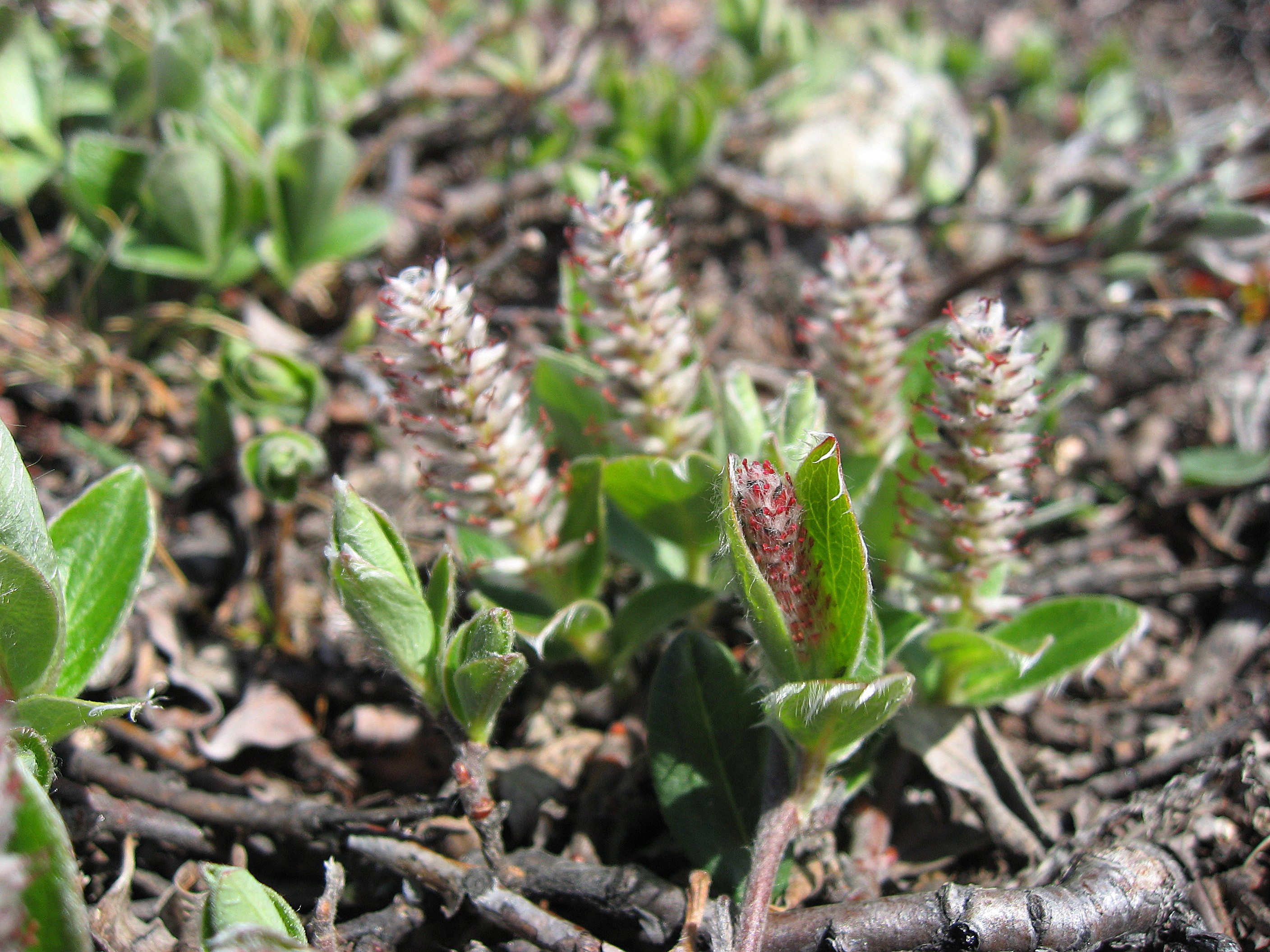
Salix arctica dans la région d'Upernavik

## Saxifragaceae
- Chrysosplenium tetrandrum – native
- Saxifraga aizoides – native
- Saxifraga cernua – native
- Saxifraga cespitosa ssp. cespitosa – native
- Saxifraga foliolosa – native
- Saxifraga hieraciifolia – native
- Saxifraga hirculus – native
- Saxifraga hyperborea – native
- Saxifraga nathorstii – native, endémique
- Saxifraga nivalis – native
- Saxifraga oppositifolia ssp. oppositifolia – native
- Saxifraga paniculata – native
- Saxifraga platysepala – native
- Saxifraga rivularis – native
- Saxifraga rosacea – native
- Saxifraga stellaris – native
- Saxifraga tenuis – native
- Saxifraga tricuspidata – native

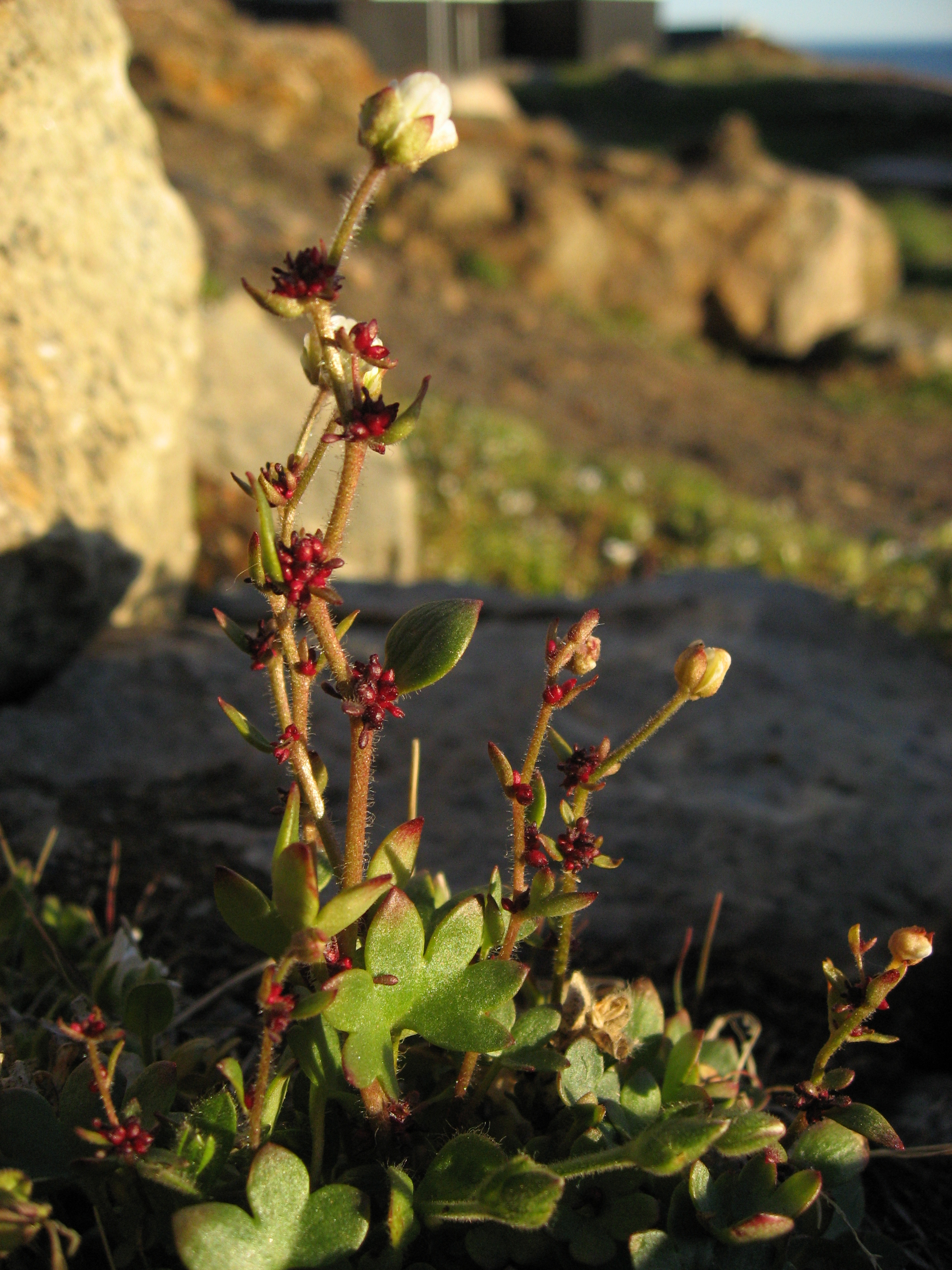
Saxifraga cernua dans la région d'Upernavik
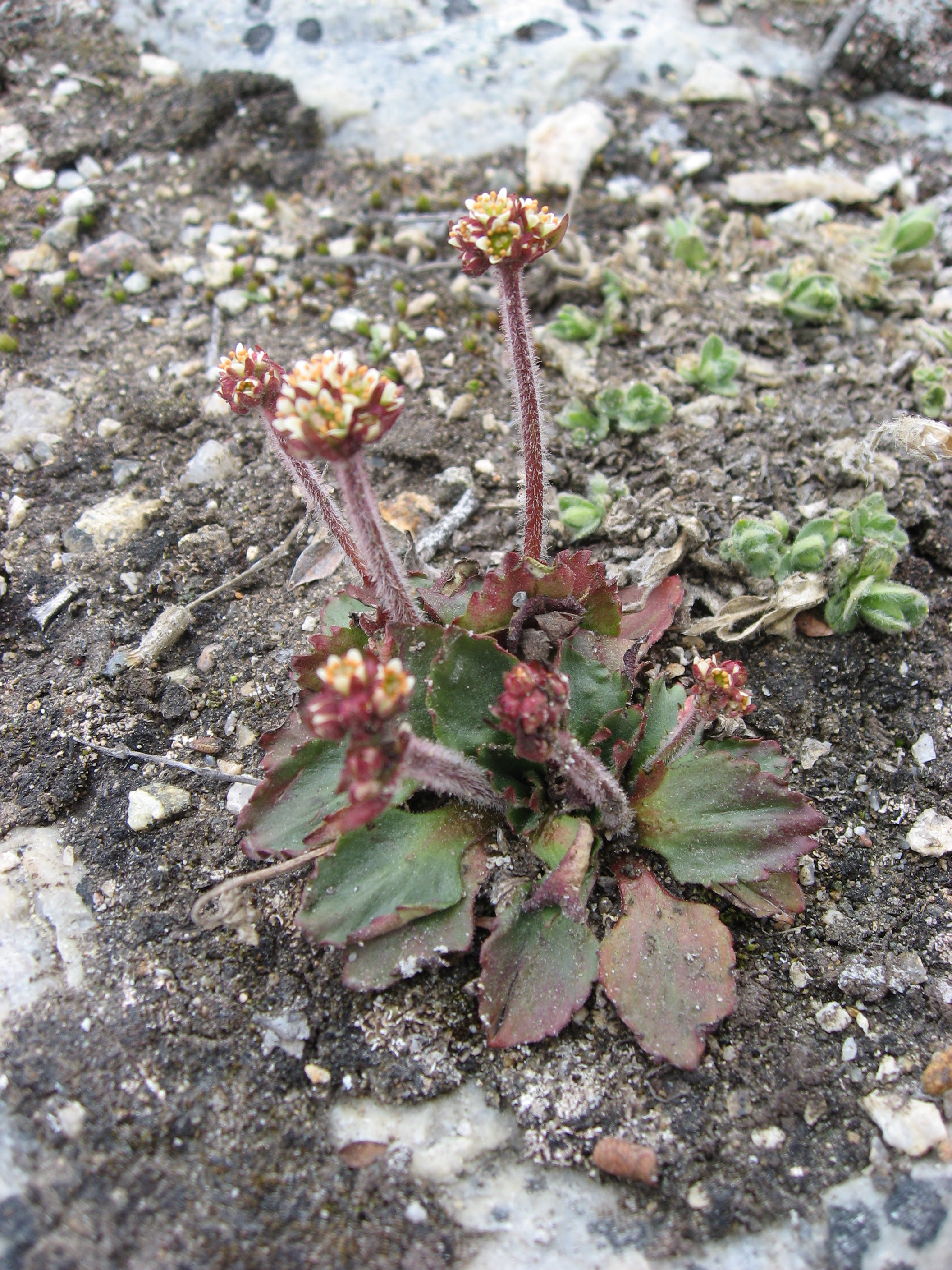
Saxifraga nivalis dans la région d'Upernavik
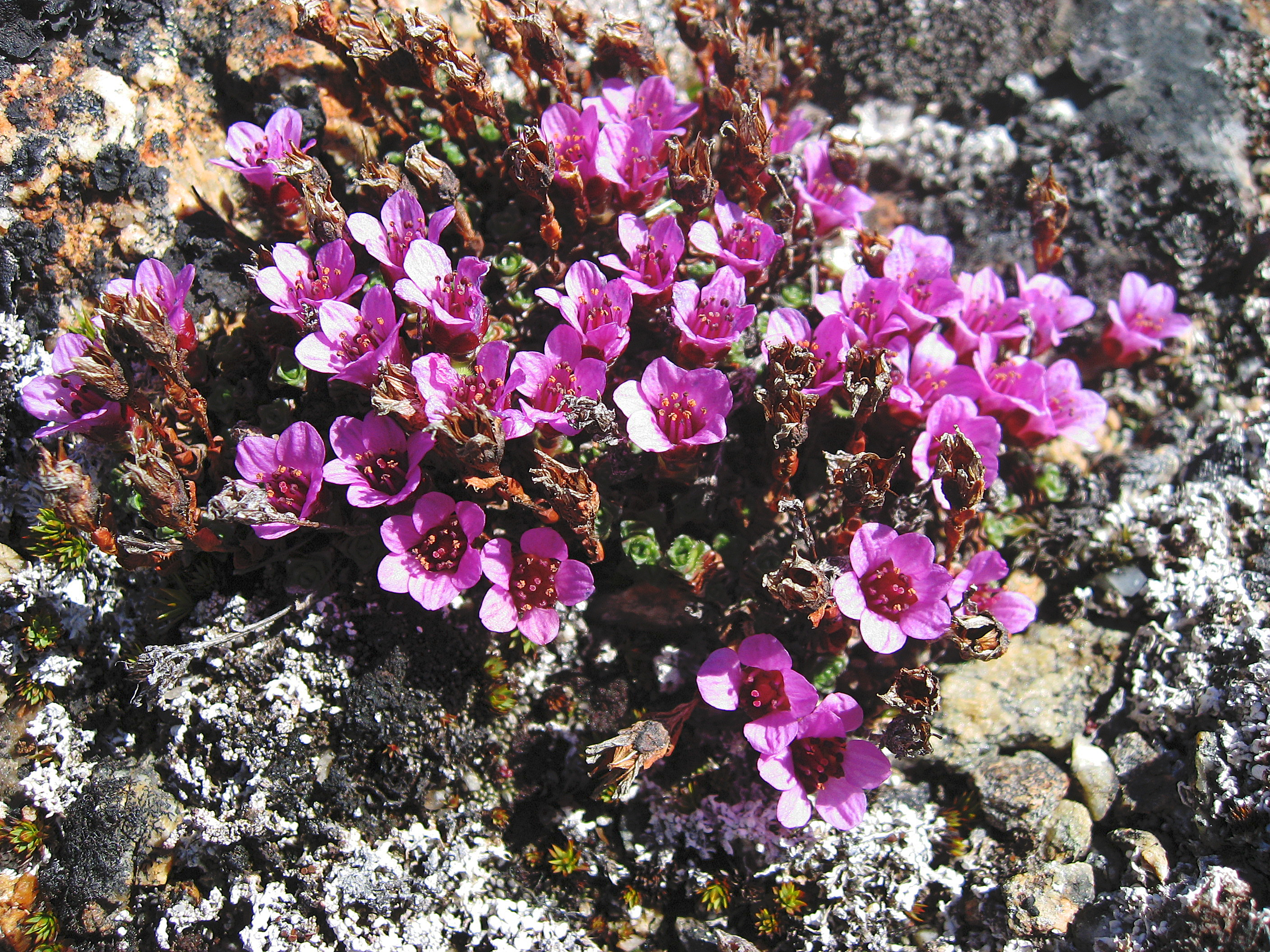
Saxifraga oppositifolia dans la région d'Upernavik
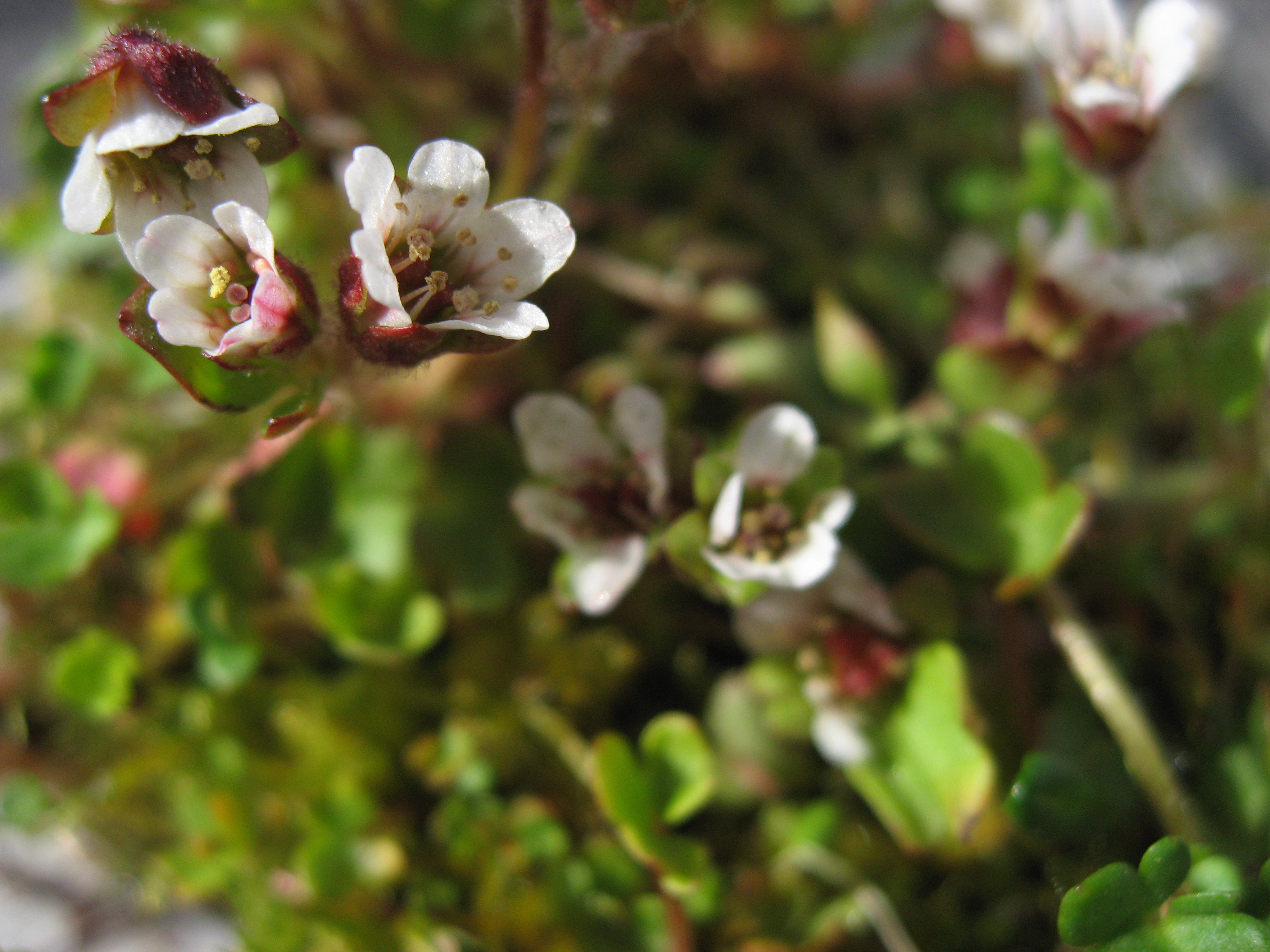
Saxifraga rivularis dans la région d'Upernavik
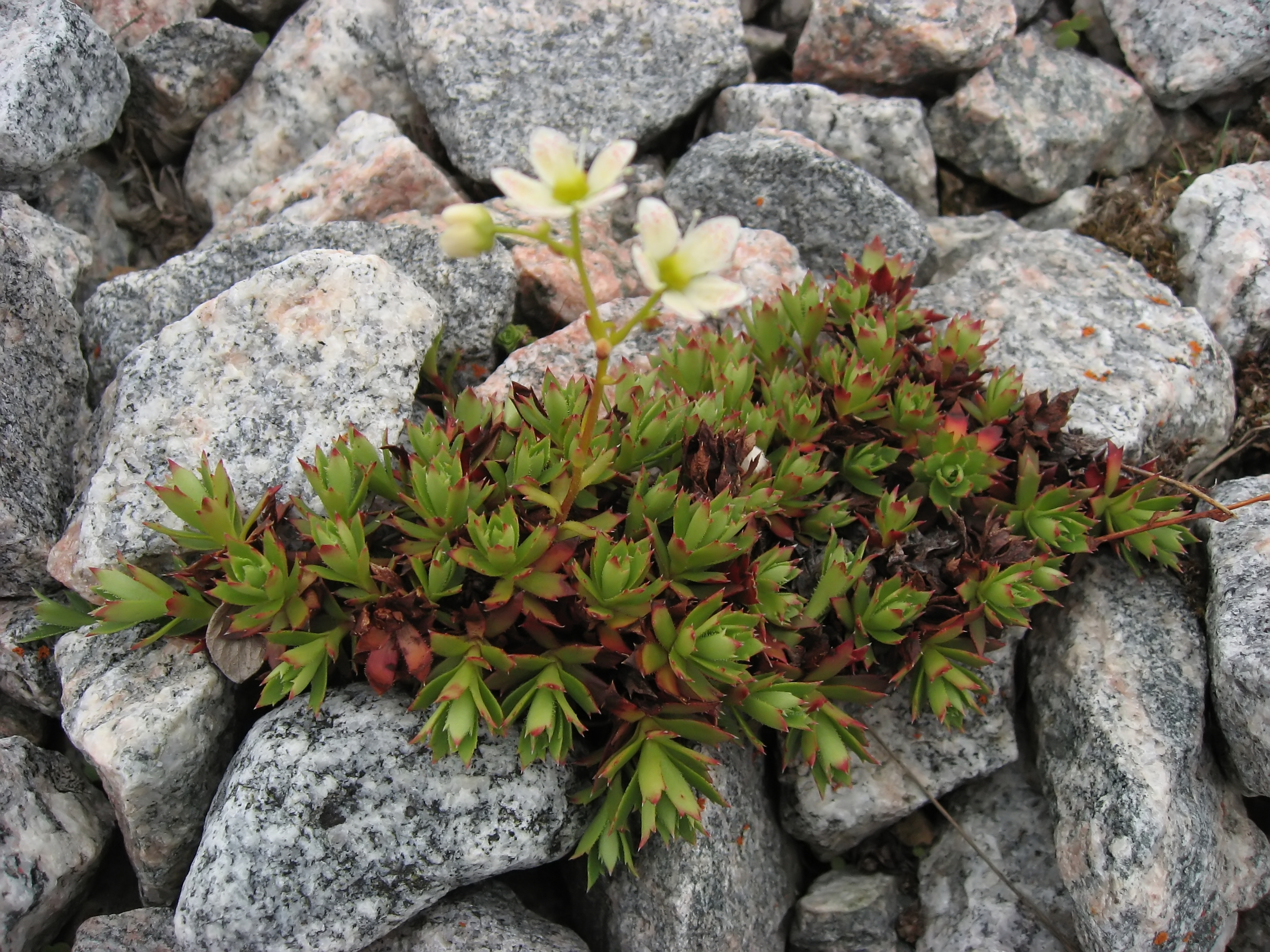
Saxifraga tricuspidata dans la région d'Upernavik

## Scrophulariaceae
- Limosella aquatica – native
- Linaria vulgaris – introduite
- Verbascum thapsus – spontanée

## Selaginellaceae
- Selaginella rupestris – native
- Selaginella selaginoides – native

## Sparganiaceae
- Sparganium angustifolium – native
- Sparganium hyperboreum – native

## Thelypteridaceae
- Phegopteris connectilis – native

## Urticaceae
- Urtica dioica ssp. dioica – introduite
- Urtica urens – introduite

## Violaceae
- Viola adunca – native
- Viola arvensis – introduite
- Viola canina ssp. montana – native
- Viola palustris – native
- Viola selkirkii – native

## Woodsiaceae
- Athyrium distentifolium ssp. americanum – native
- Athyrium filix-femina ssp. angustum – native
- Cystopteris fragilis – native
- Cystopteris montana – native
- Gymnocarpium dryopteris – native
- Woodsia alpina – native
- Woodsia glabella – native
- Woodsia ilvensis – native

## Zosteraceae
- Zostera marina – native